# Classification Aarne-Thompson-Uther
 (juillet 2024).
La mise en forme du texte ne suit pas les recommandations de Wikipédia : il faut le « wikifier ».
Les points d'amélioration suivants sont les cas les plus fréquents. Le détail des points à revoir est peut-être précisé sur la page de discussion.
- Les titres sont pré-formatés par le logiciel. Ils ne sont ni en capitales, ni en gras.
- Le texte ne doit pas être écrit en capitales (les noms de famille non plus), ni en gras, ni en italique, ni en « petit »…
- Le gras n'est utilisé que pour surligner le titre de l'article dans l'introduction, une seule fois.
- L'italique est rarement utilisé : mots en langue étrangère, titres d'œuvres, noms de bateaux, etc.
- Les citations ne sont pas en italique mais en corps de texte normal. Elles sont entourées par des guillemets français : « et ».
- Les listes à puces sont à éviter, des paragraphes rédigés étant largement préférés. Les tableaux sont à réserver à la présentation de données structurées (résultats, etc.).
- Les appels de note de bas de page (petits chiffres en exposant, introduits par l'outil «  Source ») sont à placer entre la fin de phrase et le point final[comme ça].
- Les liens internes (vers d'autres articles de Wikipédia) sont à choisir avec parcimonie. Créez des liens vers des articles approfondissant le sujet. Les termes génériques sans rapport avec le sujet sont à éviter, ainsi que les répétitions de liens vers un même terme.
- Les liens externes sont à placer uniquement dans une section « Liens externes », à la fin de l'article. Ces liens sont à choisir avec parcimonie suivant les règles définies. Si un lien sert de source à l'article, son insertion dans le texte est à faire par les notes de bas de page.
- La présentation des références doit suivre les conventions bibliographiques. Il est recommandé d'utiliser les modèles {{Ouvrage}}, {{Chapitre}}, {{Article}}, {{Lien web}} et/ou {{Bibliographie}}. Le mode d'édition visuel peut mettre en forme automatiquement les références.
- Insérer une infobox (cadre d'informations à droite) n'est pas obligatoire pour parachever la mise en page.

Pour une aide détaillée, merci de consulter Aide:Wikification.
Si vous pensez que ces points ont été résolus, vous pouvez retirer ce bandeau et améliorer la mise en forme d'un autre article.
Pour les articles homonymes, voir AT et ATU.
La classification Aarne-Thompson (en abrégé : AT, ou AaTh) est une classification internationale relevant de la folkloristique (science du folklore) permettant l'indexation des contes populaires par contes-types. Commencée par le Finlandais Antti Aarne (1867-1925), elle a été complétée à deux reprises (en 1927 et en 1961) par l'Américain Stith Thompson, puis en 2004 par Hans-Jörg Uther, spécialiste allemand de littérature, en particulier dans le domaine des contes. Devenue la classification Aarne-Thompson-Uther, elle est désormais identifiée par l'acronyme ATU.

## Présentation générale

### Historique
La collecte systématique, à partir du XIXe siècle, de contes traditionnels a permis de réunir de nombreuses histoires qui, malgré leur diversité, présentent de grandes ressemblances d'un pays à l'autre, voire d'un continent à l'autre. Originellement, la classification AT (ou AaTh, pour Aarne et Thompson) s'applique aux contes transmis par l'oralité, et se limite aux contes européens ou aux contes dérivés de ceux-ci. Elle donne la possibilité de regrouper plusieurs versions et variantes d'un même récit. Les numéros de conte-type permettent d'identifier les types de conte, d'en isoler les motifs et d'en localiser des variantes culturelles.
La première édition de l'index des contes-types est parue en 1910. Conçu par le folkloriste finlandais Antti Aarne, l'ouvrage, publié en langue allemande, avait pour but de présenter de façon thématiquement organisée un corpus de contes d'Europe du Nord. C'est alors qu'apparaît la notion de conte-type. Plus tard, le système de classification sera traduit et augmenté par l'Américain Stith Thompson, professeur à l'université de l'Indiana à Bloomington : une première édition en 1928 sera suivie, plus de trente ans plus tard, en 1961, d'une seconde édition revue et augmentée,.
Le système servira de base à l'élaboration de plusieurs catalogues nationaux de contes, notamment le catalogue raisonné des versions de France, Le Conte populaire français, ouvrage commencé par Paul Delarue et poursuivi par Marie-Louise Ténèze, publié entre 1957 et 2000. D'autres catalogues basés sur l'AT (édition de 1928) sont, par exemple, l’Index des sujets de contes selon le système d'Aarne du Soviétique Nikolaï Andreev (1929), le catalogue de contes hongrois de Janos Berze Nagy, Magyar Nepmesetipusok (1957), de contes d'Amérique latine, The Types of the Folktale in Cuba, Puerto Rico, the Dominican Republic and Spanish South America, de Terrence Leslie Hansen (1957), ou siciliens, Raconti popolari Siciliani : Classificazione e Bibliografia, de Sebastiano Lo Nigro (1958).  (Il existe également des catalogues de motifs, essentiellement celui de Stith Thompson, et le Motif-Index of Early Irish Literature de Tom Peete Cross (1952), basé sur la même classification).

#### La classification Aarne-Thompson-Uther
La classification Aarne-Thompson utilisée jusque-là résultait de la version initiale du Finlandais Antti Aarne (1910), elle-même déjà révisée à deux reprises, en 1928 et 1961, par l'Américain Stith Thompson.
En 2004, Hans-Jörg Uther, professeur de littérature allemande à l'Université de Duisburg-Essen, publie une nouvelle édition revue du catalogue d'Aarne-Thompson dans lequel les contes-types sont réorganisés et augmentés, tout en conservant dans la plupart des cas la numérotation d'origine. Plus de deux cent cinquante contes-types ont été ajoutés, désignés par un numéro précédé des lettres ATU (pour Aarne, Thompson et Uther).
H.J. Uther remarque en préambule, qu'aucune typologie scientifique rigoureuse n'est en mesure de refléter « la tradition narrative dans le monde réel », autrement dit que toute tentative de classification dans ce domaine restera toujours imparfaite.
Il a toutefois pris en compte, autant que possible, les principales critiques qui avaient été adressées aux versions précédentes, essentiellement :
- l'aspect lacunaire du corpus initialement utilisé. Celui-ci était à l'origine basé sur le seul folklore européen, et même dans ce cadre, des pays étaient peu ou pas du tout représentés (Russie, Danemark, Portugal, etc), de même que des cultures minoritaires (Basques...) De plus, Aarne s'était intéressé essentiellement à la tradition orale du XIXe siècle, négligeant de ce fait de nombreux documents littéraires antérieurs. Depuis lors, de nombreux catalogues de contes, y compris extra-européens, ont été publiés et ont donc pu être utilisés. Dans l'ATU, plus de 250 types ont été ajoutés.
- l'encombrement de la classification par de nombreuses versions localisées à une seule région, et peu documentées. Uther a choisi de faire disparaître celles qui étaient trop peu représentées, conseillant de consulter dans ce cas les catalogues locaux[10].
- l'insuffisance ou l'approximation des intitulés et des descriptifs (de plus trop souvent centrés sur les personnages masculins), ce qui rendait souvent difficile le rapprochement d'une variante avec le conte-type adéquat. Uther s'est attaché à les rendre plus explicites et plus judicieux, tout en rappelant les intitulés précédents pour mémoire.
- un certain nombre d'erreurs et d'incohérences (même conte-type référencé par erreur à deux endroits différents...)

En revanche, le principe de la numérotation, qui était entrée dans les mœurs, n'a pas été bouleversé, même si on note quelques recodifications ou regroupements. Ainsi, par exemple, le conte-type AaTh 1587 est devenu ATU 927D (« L'homme autorisé à choisir l'arbre auquel il sera pendu »). Le principe de la distinction de contes voisins par une lettre majuscule et/ou une ou deux astérisques (ex : ATU 705 / 705A / 705B / 705A*) est conservé, mais ces notations n'ont plus obligatoirement de signification précise. Uther note aussi que la section AaTh 850-999, Novelle (Romantic tales) ne correspond en fait à aucun genre distinct, mais il choisit de la conserver malgré tout.
Les notices d'Uther, outre un résumé succinct mais significatif, fournissent un grand nombre de références à des motifs-types tels que codifiés par Stith Thompson, ainsi que des indications sur les combinaisons fréquentes de contes-types, des remarques (notamment sur les premières versions documentées par écrit), et pour chaque entrée, une liste de références à des catalogues spécialisés déjà parus. Le cas échéant, les principales variantes pour un conte-type donné sont résumées, que ce soit au niveau de l'ensemble du conte ou de ses parties principales (introduction, développement...).

### Structure
Comme les titres des contes varient d'un pays à l'autre, chaque type de conte reçoit un numéro (par exemple, Le Petit Chaperon rouge est identifié par tous les folkloristes comme le « AT 333 »).
La classification Aarne-Thompson (AT), devenue internationale, distingue quatre grandes catégories dans les 2 340 contes-types répertoriés : 
- les contes d'animaux (« Animal Tales »), c'est-à-dire ayant des animaux pour principaux protagonistes (1 à 299) ;
- les contes « ordinaires » (« Ordinary Folktales », 300 à 1 199), subdivisés en :

1. contes merveilleux,
2. contes religieux,
3. contes étiologiques,
4. contes-nouvelles,
5. contes de l'ogre dupé ;

- les contes facétieux (« Jokes and Anecdotes », 1200 à 1999) ;
- les contes à formules (« Formula Tales »), où une phrase est répétée d'un bout à l'autre par le personnage principal et qui souvent n'ont pas de fin (2000 à 2340).

On trouve enfin dans cette classification la rubrique des contes non répertoriés (« Unclassified Tales », 2400-2499). Dans les quatre catégories précédemment citées, certaines « cotes » ne sont par ailleurs accompagnées d'aucun titre, la place restant libre pour insérer d'autres contes encore à collecter.

### Contraintes et limites de la classification
La classification Aarne-Thompson a parfois été considérée comme un outil incomplet et inefficace. On lui reproche notamment de ne pas considérer la structure, mais seulement le contenu des contes (leurs motifs), et de faire des conte-types un texte premier, duquel découleraient les différentes versions orales. En réalité, la notion complexe de conte-type suppose une structure narrative, qui n'est certes pas aussi formalisée que dans les théories de Vladimir Propp, mais qui permet de poser un ordre du récit, et non seulement de l'identifier.
Vladimir Propp, dans son ouvrage Morphologie du conte, tout en reconnaissant les avantages de la méthode d'Aarne (démarche scientifique, commodité de la numérotation, introduction de sous-classes), lui reproche essentiellement la subjectivité qui gouverne la sélection du type : « Que faire, par exemple, des contes où la tâche magique est exécutée grâce à un auxiliaire magique, ce que l'on observe très souvent, ou des contes où l’épouse magique est justement cet auxiliaire magique ? » Il souligne qu'« il arrive qu'il faille référer le même conte à plusieurs types à la fois » et se demande ce qui se passe si plusieurs chercheurs réfèrent le même conte à des types différents. Selon lui, ces reproches rejoignent ceux qu'on peut adresser à la classification de R.M. Volkov, qui avait déterminé quinze sujets pour les contes merveilleux.
Cet outil certainement imparfait de par son caractère empirique se révèle toutefois absolument indispensable dans les recherches des folkloristes. Sans la notion unificatrice de conte-type, on ne peut légitimement parler de différentes « versions » d'un même conte, mais seulement de différents contes : il apparaît dès lors, sinon arbitraire, du moins très difficile d'opérer des rapprochements entre deux textes (par exemple Le Petit Chaperon rouge de Charles Perrault et Rotkäppchen des frères Grimm) qui sont pourtant de manière évidente issus de la même souche. La notion de conte-type, sans préjuger d'une quelconque primauté d'une version par rapport à l'autre, permet au contraire d'unifier ces deux textes en une même unité sémantico-narrative. Le problème étant de ne pas réifier le conte-type, et de penser, comme certains folkloristes l'ont fait, les contes-types comme des archétypes. La classification n'étant qu'une manière de ranger les différents contes-types, destinée tel un dictionnaire à servir d'outil de référence.[réf. nécessaire]

## Contes-type
La liste suivante est non exhaustive. Le nom de type en français est donné entre guillemets typographiques (« et »).

### Contes d'animaux

#### Animaux sauvages: 1-99

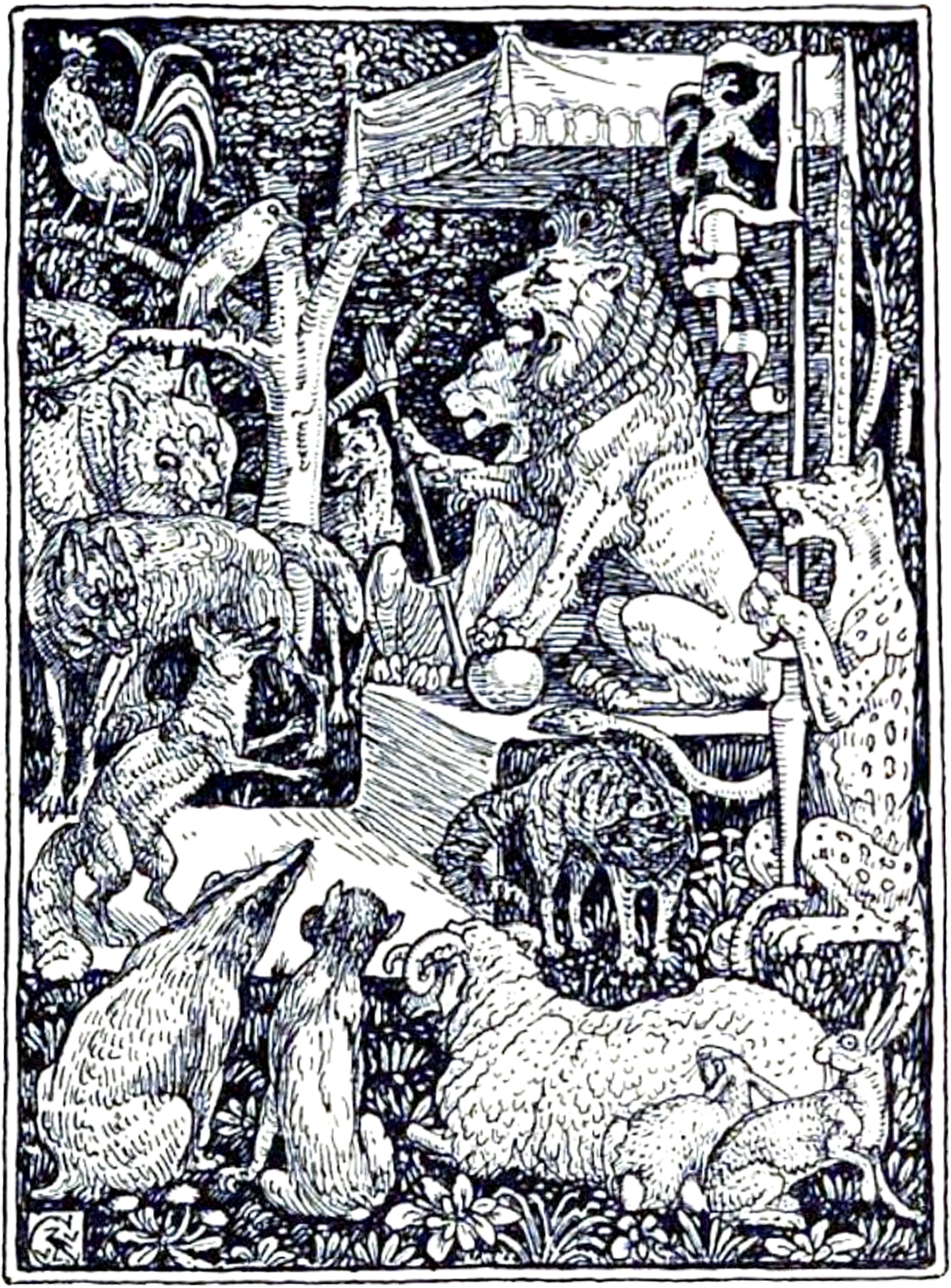
Personnages du Roman de Renart : le roi Noble et sa cour. Illustration (1897) de Walter Crane.

##### Le renard– ou un autre animal – rusé: 1-69
Cette section se réfère en grande partie à différents épisodes du Roman de Renart, dont sont issus bon nombre de contes d'animaux.
- AT 1 : « Le Vol de nourriture par feinte de mort » (The Theft of Fish) : Renart, br. III, v. 1-164 (R. dupe les charretiers) ; br. XIV, v. 540-646 (R. dupe Primaut)
- AT 2 : « La Pêche à la queue » (How the Bear Lost His Tail – The Tail-Fisher) : Renart, br. III, v. 377-510
- AT 2B : « La Pêche au panier : Les Poissons remplacés » (The Basket Tied to the Wolf's Tail)
- AT 2C [= AT 2B et AT 2D] : L'Ours persuadé de sauter par-dessus un feu (Bear Persuaded to Jump over Fire)
- AT 2D : « La Queue de chanvre brûlée » (Wolf – Bear – Persuaded to Turn in Wind)
- AT 4 : « Porter le filou feignant d'être malade » (Carrying the Sham-Sick Trickster)
- AT 5 : « La "Racine" mordue » (Biting the Foot)
- AT 6 : « Le volatile s'échappe de la gueule du ravisseur » (Animal Captor Persuaded to Talk) : Renart, br. II (R. et Chantecler) ; br. XVI (R. et Noiret)
- AT 7 : « L'Appel de trois noms d'arbre » (The Calling of Three Tree Names)
- AT 9 : « Le Mauvais Partenaire » (The Unjust Partner)
- AT 9B : « Le Partage de la récolte » (In the Division of the Crop the Fox takes the Corn) : Renart, br. XXVII
- AT 9C : En préparant le dîner, la bouillie du renard est légère (In Cooking Dinner the Fox's Porridge Is Light)
- AT 15 : « Renard - parrain » (The Theft of Butter – Honey – to Playing Godfather) : version allemande
- AT 30 : « Le loup tombe dans le puits » (The Fox Tricks the Wolf into Falling into a Pit)
- AT 32 : « Dans le puits aux deux seaux » (The Wolf Descends into the Well in one Bucket and Rescues the Fox in the Other) : Renart br. IV (R. et Ysengrin)
- AT 34 : « La Lune prise pour un fromage » (The Wolf Dives into the Water for Reflected Cheese)
- AT 34B : « L'Eau bue pour atteindre "le fromage" » (The Wolf Drinks Water to Get Cheese)
- AT 36 : Le renard déguisé fait intrusion chez l'ourse (The Fox in Disguise Violates the She-Bear)
- AT 37 : Le Loup comme nourrice
- AT 37* : Le Renard en berger (The Fox as Shepherd)
- AT 38 : « La Patte prise dans la fente d'arbre » (The Claw in Split-Tree) : Renart, br. I, v. 548-720 (R. et Brun) ; br. VI, v. 231-296 ; br. VI, v. 231-296 ; br. XXIII, v. 375-434
- AT 40A* : « La Queue du loup attachée à la corde de la cloche » (Wolf Has Tail Attached to Bell)
- AT 40B* [2E] : « La Queue soudée » (Bear Persuaded to Have New Tail Made by Blacksmith)
- AT 41 : « Le Loup pris pour avoir trop mangé » (The Wolf Overeats in the Cellar) : Renart, br. XIV, v. 647-843 (Primaut et les jambons)
- [41A*] : « Le Loup ivre et chanteur » : Renart, br. XIV, v. 237-537 (Primaut chante les vêpres)
- AT 44 : Le serment sur le fer (The Oath on the Iron) : Renart, br. XIV, v. 899-1088 (Primaut prête serment sur la tombe d'un ermite)
- AT 47A : Le renard – ours... – est attaché par ses dents à la queue du cheval, la lèvre du lièvre (The Fox – Bear... – Hangs by his Teeth to the Horse's Tail, Hare's Lip) : Renart, br. IX, v. 1586-1903 (Hermeline attachée à Timer l'âne)
- AT 47B : « La Ruade de la jument » (The Horse Kicks the Wolf in the Teeth) : Renart, br. XVIII (Ysengrin et la jument)
- AT 49 : L'Ours et le Miel (The Bear and the Honey)

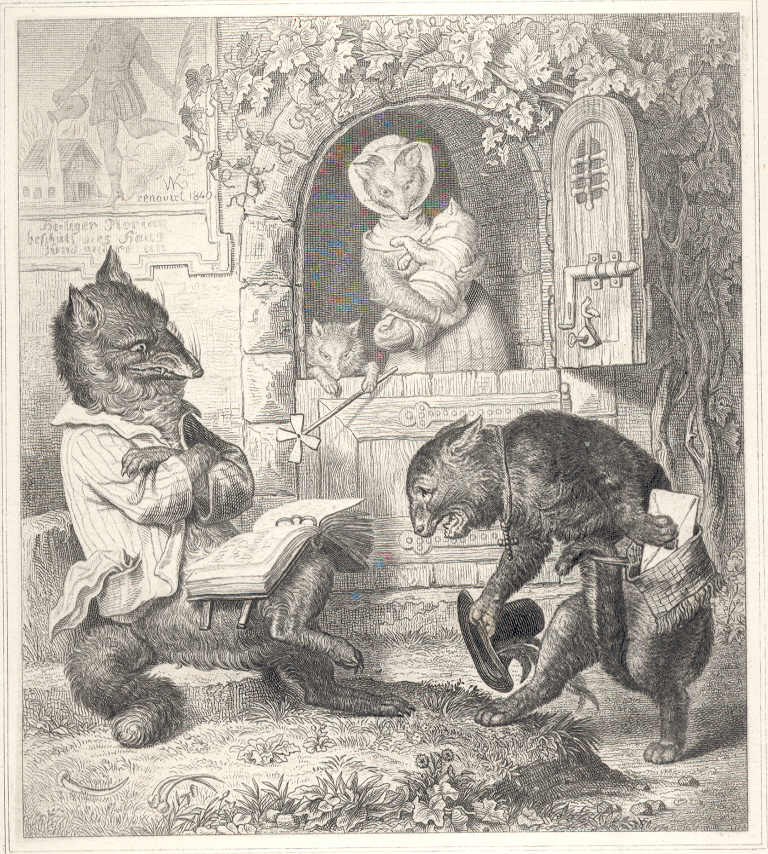
Renart. Illustration (1846) de Wilhelm von Kaulbach.

- AT 50 : « Le Remède pour le lion malade » (Curing a Sick Lion) : Renart, br. X, v. 1153-1704 (R. médecin)
- AT 51 : « Le Partage du lion » (The Lion's Share)
- AT 56A* : Le renard fait le mort et attrape l'oiseau (Fox Plays Dead and Catches Bird)
- AT 56B : « Le Renard puni par la merlette avec l'aide du chien » (The Fox Persuades the Magpies into Bringing their Young into His House) : Renart, br. XI, v. 716-1522 (R. et Droïn)
- AT 56B* : « Le Renard nourri par la merlette » (The Fox Drinks and Laughs)
- AT 57 : Le Corbeau tenant en son bec un fromage (Raven with Cheese in His Mouth)
- AT 57* [combinée avec AT 122B* : « Le Renard et l'Écureuil »] : Le renard flatte le coq, l'écureuil et d'autres (The Fox Flatters the Cock, the Squirrel and Others)
- AT 59 : « Le Renard et les Raisins » (The Fox and the Sour Grapes) : Renart, br. XI, v. 257-333
- AT 60 : « Le Renard et l'Échassier » (The Fox and the Crane Invites Each Other)
- AT 61 : « Le volatile persuadé de chanter les yeux clos » (The Fox Persuades the Cock to Crow with Closed Eyes) : Renart, br. II, v. 276-468 (R. et Chantecler)
- AT 62 : Paix chez les animaux – Le Renard et le Coq (Peace Among the Animals – The Fox and the Cock)
- AT 63 : Le renard se débarrasse de puces (The Fox Rids Himself of Fleas)
- AT 65 : Les Soupirants de la renarde (The She-fox's Suitors)

##### Autres animaux sauvages: 70-99
- AT 70 : « Plus peureux que le lièvre » (More Cowardly than the Hare)
- AT 72 : Le lapin chevauche le renard qui fait la cour (The Rabbit Rides Fox A-Courting)
- AT 85 : « La Souris et la Saucisse » (The Mouse, the Bird, and the Sausage)
- AT 91 : Le Cœur d'un singe (The Heart of a Monkey)

#### Animaux sauvages et domestiques: 100-149
- AT 101 : Le Vieux Chien comme sauveteur de l'enfant (The Old Dog as Rescuer of the Child)
- AT 103C* : « L'Âne plus fort que le lion » (Old Ass Turned Out by Master Meets Bear or Lion)
- AT 104 : Les Duellistes peureux (The Cowardly Duelers)
- AT 105 : « L'Unique Ruse du chat » (The Cat's Only Trick)
- [105A] : « Le Chat, le Renard – et/ou autre animal – et l'Andouille »
- AT 106 : La Conversation de l'animal (The Animal's Conversation)
- AT 112 : « Le Rat de ville et le Rat des champs » (Country Mouse Visits Town Mouse)
- AT 121 : « L'Échelle de loups » (Wolves Climb on Top of One Another to Tree)
- AT 122 : « Le loup perd sa proie » (The Wolf Loses His Prey)

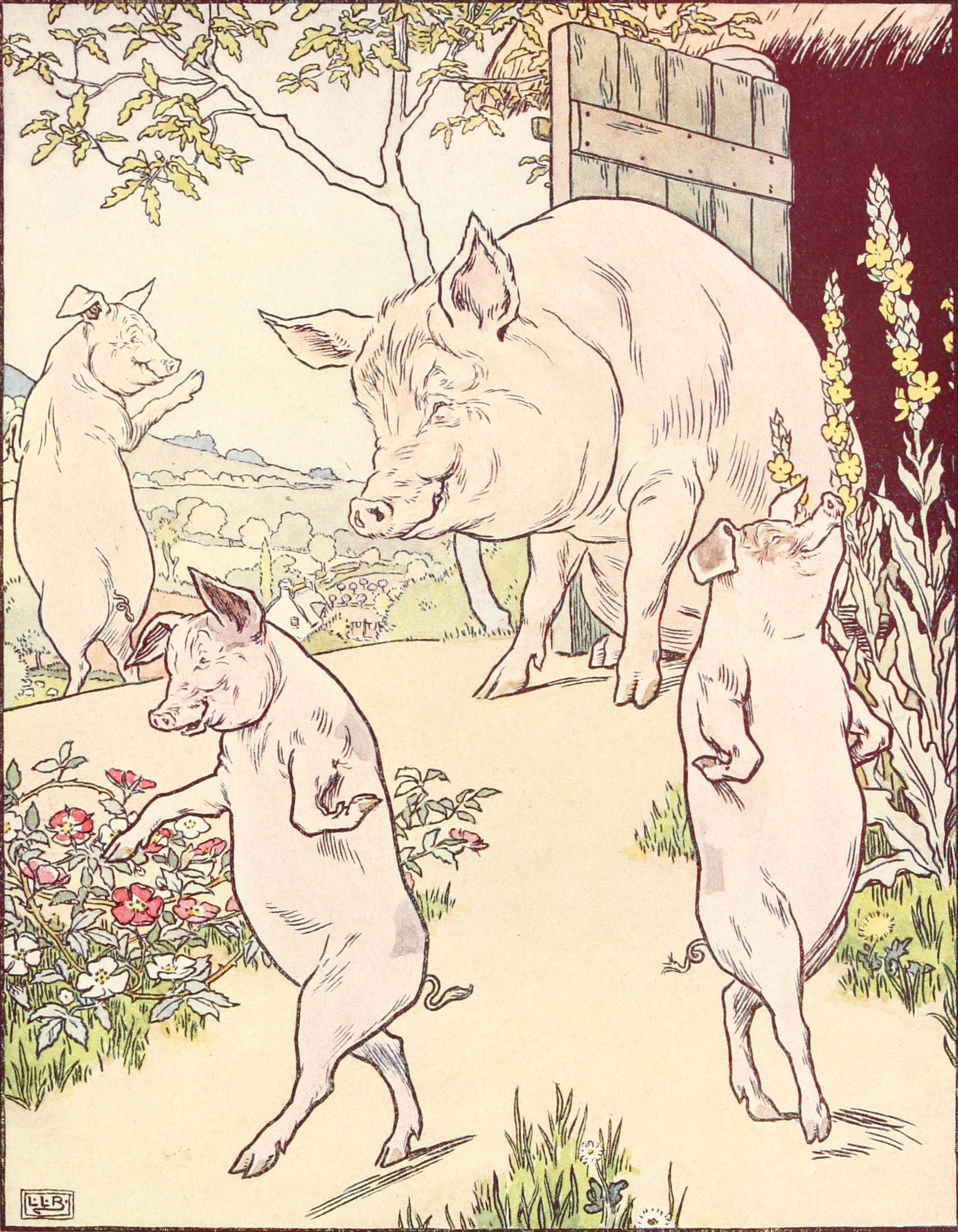
Les Trois Petits Cochons, conte de type AT 124 : « Le Loup et les trois animaux... ». Illustration (1905) de L. Leslie Brooke.

- AT 122A : Le loup – le renard – cherche un déjeuner (The Wolf – Fox – Seeks Breakfast)
- AT 122B* [combinée avec AT 57* : « Le Renard et l'Écureuil »] : L'écureuil persuade le renard de prier avant de manger (The Squirrel Persuades the Fox to Pray before Eating)
- AT 122C : Le mouton persuade le loup de chanter (The Sheep Persuades the Wolf to Sing)
- AT 122D : "Laisse-moi te capturer meilleur gibier" (« Let Me Catch You Better Game »)
- AT 122E : Attends la chèvre grasse (Wait for the Fat Goat)
- AT 122F : "Attends que je sois assez gras" (« Wait Till I Am Fat Enough »)
- AT 122K : Le loup agit comme un juge avant de manger les béliers (Wolf Acts as Judge before Eating the Rams)
- AT 123 : « Le Loup, la Chèvre et ses Chevreaux » (The Wolf and the Kids) : version allemande
- AT 124 : « Le Loup et les trois animaux dans leurs petites maisons » (Blowing the House in) : version anglo-saxonne
- AT 125 : Le loup fuit devant la tête de loup (The Wolf Flees from the Wolf-head)
- AT 127A* : Le loup incite la chèvre à descendre de la colline et la dévore (Wolf Induces Goat to Come Down the Cliff and Devours It)
- AT 130 : « Les Animaux en voyage » (The Animals in Night Quarters) : version allemande
- AT 136 : « La Gorette – ou autre animal domestique – et le Loup » (Wolf Surprises Pig in Apple Tree)

#### Hommes et animaux: 150-199

##### Hommes et animaux sauvages: 150-175
- AT 150 : « Les Trois Vérités du renard » (Advice of the Fox)
- AT 150* : « Les Trois Conseils de l'oiseau » (The Advice of the Bird)
- AT 151 : « Les Animaux déjoués par l'homme » (The Man Teaches Bears to Play the Fiddle)
- AT 153 : « La Castration du loup – ours » (The Gelding of the Bear and the Fetching of Salve)
- AT 150 : "Nourriture d'ours" ("Bear-Food")
- AT 154* : Présent fait au loup (Present to the Wolf)
- AT 155 : « L'Animal ingrat remis dans sa situation périlleuse » (The Ungrateful Serpent Returned to Captivity)
- AT 157 : « Apprendre à craindre l'homme » (Learning to Fear Men)
- AT 159A : « Le Charbonnier et les Animaux qui viennent se chauffer chez lui » (Animals Warm Selves at Charcoal Burner's Fire)
- AT 160 : Animaux reconnaissants ; Homme ingrat (Grateful Animals ; Ungrateful Man)
- AT 161 : « La Discrétion tenue en paroles, mais démentie par les gestes » (Peasant Betrays Fox by Pointing)
- AT 166A* : Le loup passe sa queue par la fenêtre (The Wolf Puts his Tail Through the Window)
- AT 171 : Boucles d'or et les Trois Ours (The Three Bears)
- AT 175 : Le Leurre et le Lapin (The Tarbaby and the Rabbit)

##### Hommes et animaux domestiques: 176-199
- AT 178 : L'Animal fidèle tué de façon irréfléchie (The Faithful Animal Rashly Killed)
- AT 178A : Le Brahmane et la Mangouste (The Brahmin and the Mongoose)

#### Animaux domestiques: 200-219
- AT 200 : Le Certificat du chien (The Dog's Certificate)
- AT 200A : Le chien perd sa patente (Dog Loses his Patent Right)
- AT 200B : Pourquoi les chiens se reniflent (Why Dogs Sniff at Each Another)
- AT 210 : Les Animaux en voyage et le Méchant Homme (The Traveling Animals and the Wicked Man)
- AT 212 : « La Chèvre menteuse » (The Lying Goat) : : version allemande (élément) Version de haute Bretagne : La mauvaise bique
- AT 217 : « Le Chat et la Chandelle » (The Cat and the Candle)

#### Oiseaux: 220-249
- AT 221 : « La Proclamation du roi des oiseaux » (The Election of Bird-King)
- AT 221A : Test : Qui peut voler le plus haut ? (Test : Who Can Fly Highest ?)
- AT 222 : « La Guerre entre gent ailée et quadrupèdes » (The War of Birds and Quadrupeds)
- AT 225 : « L'Aigle et le Renard » (The Crane Teaches the Fox to Fly)
- AT 227 : Les oies demandent du répit pour la prière (Geese Ask for Respite for Prayer)
- AT 234 : « Le Rossignol et l'Orvet » (The Nightingale and the Blindworm)
- AT 236* : Imiter les bruits des oiseaux (Imitating Bird Sounds)
- AT 237 : « Le Perroquet mouillé » (Magpie Tells why Sow is Muddy)
- AT 248 : Le Chien et le Moineau (The Dog and the Sparrow)
- AT 248A* : L'Oiseau malin (The Clever Bird)

#### Autres animaux et objets: 275-299
- AT 275 : « La Course des deux animaux » (The Race of the Fox and the Crayfish)
- AT 285 : L'Enfant et le Serpent (The Child and the Snake)
- AT 295 : Le Haricot, la Paille et le Charbon (The Bean, The Straw, and the Coal)
- AT 298 : Vent et Soleil (Wind and Sun)

### Contes merveilleux

#### Adversaires surnaturels: 300-399

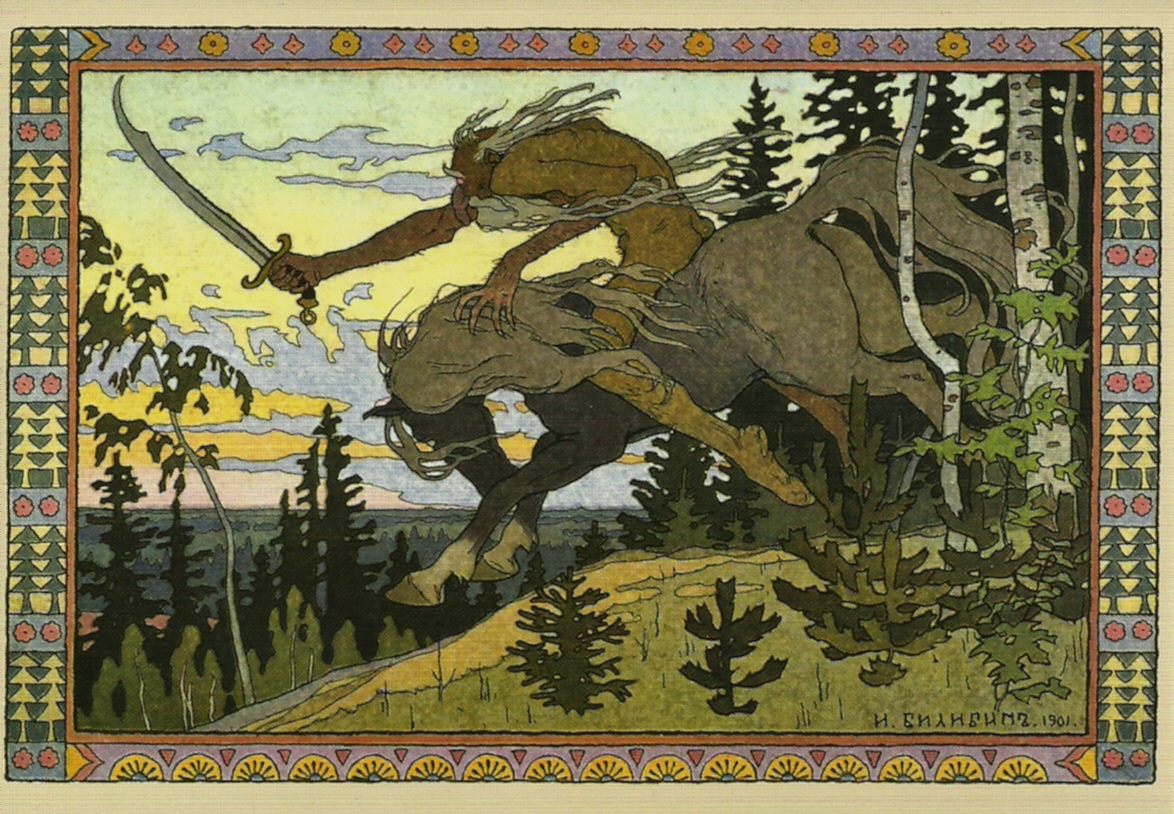
Kochtcheï l'Immortel, personnage des versions slaves de AT 302 (ill. Ivan Bilibine)
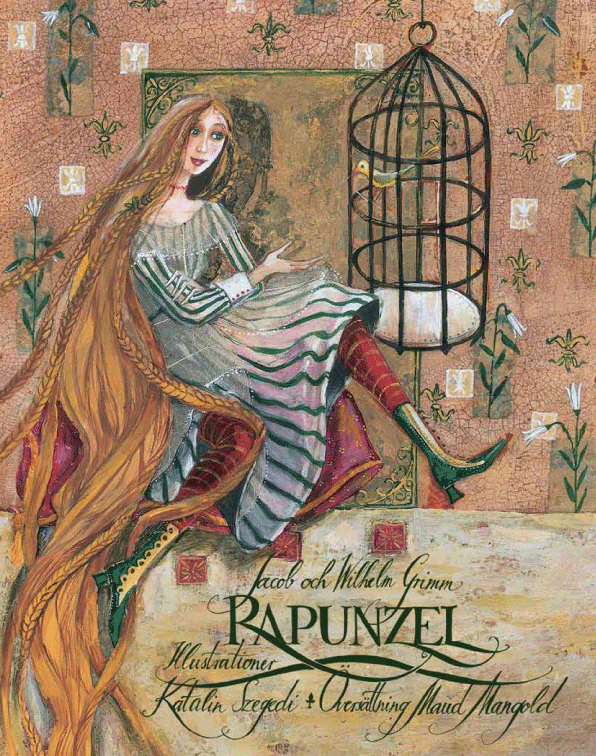
Raiponce (AT 310) : La Jeune Fille dans la tour (ill. Katalin Szegedi)
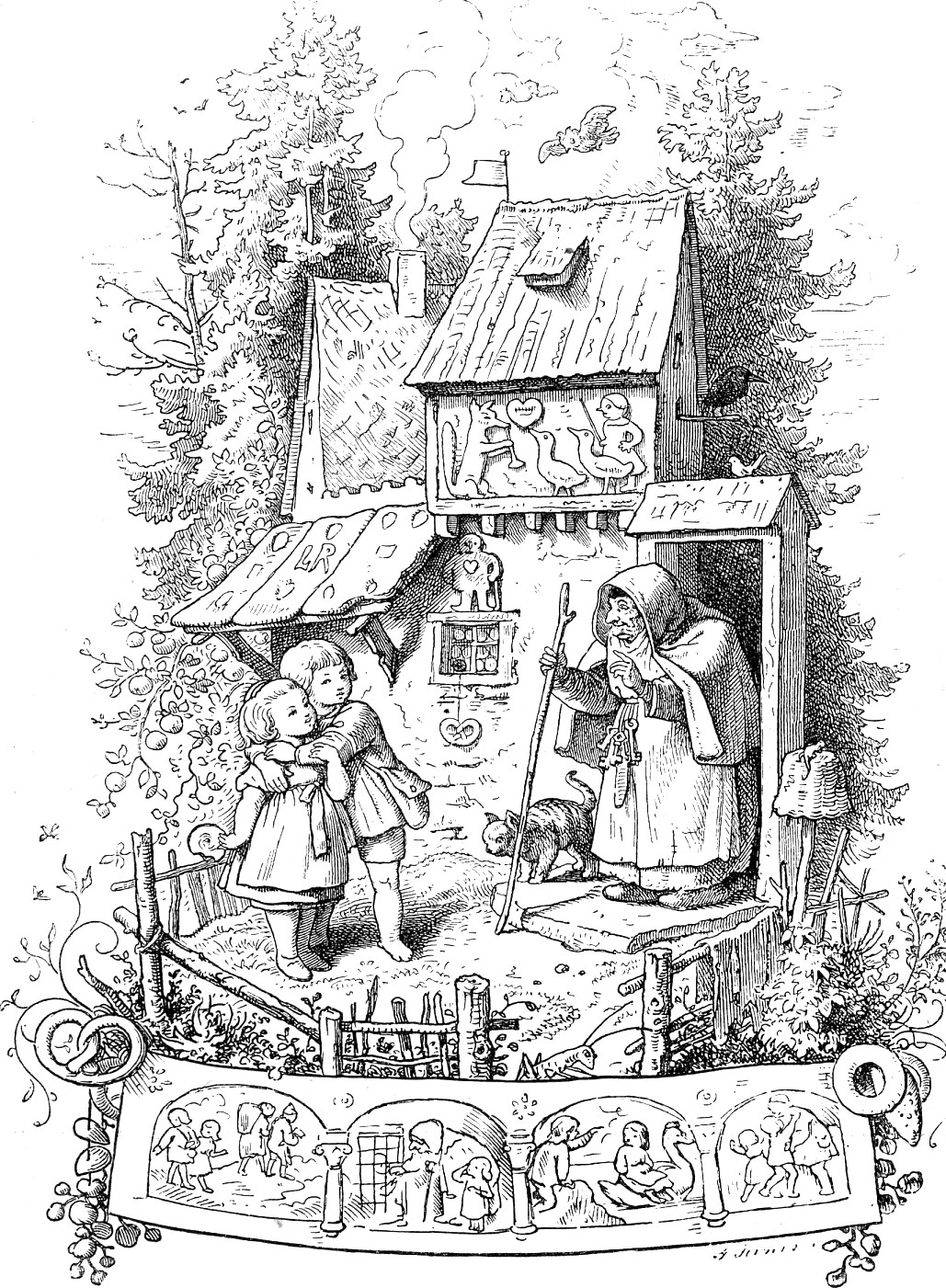
Hansel et Gretel (AT 327A), illustr. Ludwig Richter.
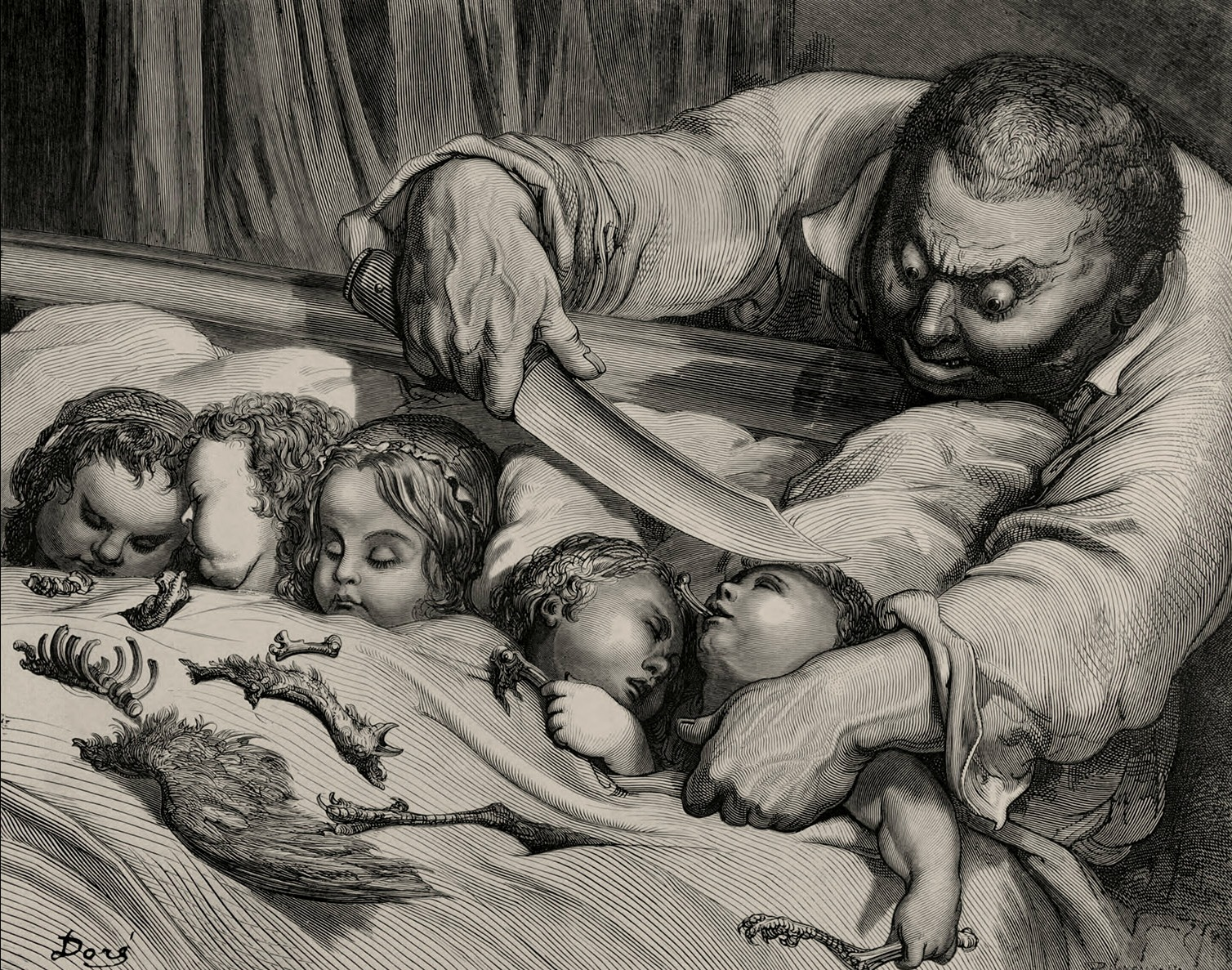
L'Ogre du Petit Poucet (AT 327B), illustr. Gustave Doré
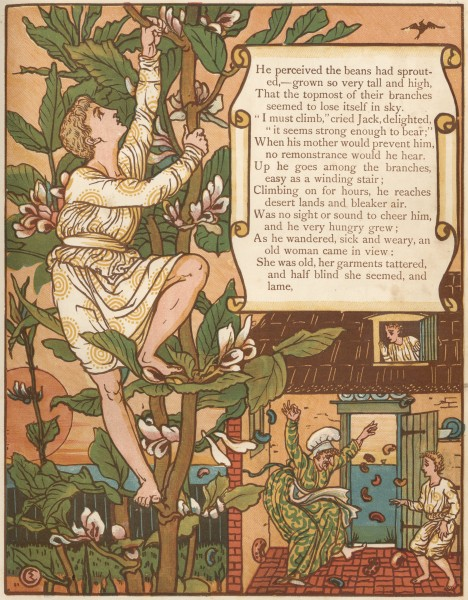
Jack et le Haricot magique (AT 328A), illustr. Walter Crane.

| AT   | Intitulé en anglais (AT) ( → ATU)                                       | Intitulé en français (AT) ( → ATU)                                | Exemples                                                                                            |
| ---- | ----------------------------------------------------------------------- | ----------------------------------------------------------------- | --------------------------------------------------------------------------------------------------- |
| 300  | The Dragon-Slayer                                                       | Le Tueur de dragon                                                | |
| 300A | The Fight on the Bridge                                                 | Le Combat sur le pont                                             | |
| 301  | The Three Stolen Princesses                                             | Les Trois Princesses enlevées                                     | Les Trois Royaumes (conte russe)                                                                    |
| 301A | ( → regroupé sous 301)                                                  | Les Fruits d'or                                                   | |
| 301B | ( → regroupé sous 301)                                                  | Jean de l'Ours                                                    | |
| 302  | The Ogre's (Devil's) Heart in the Egg                                   | Le Cœur de l'ogre (ou du Diable) dans l'œuf                       | Kochtcheï (personnage de conte russe)                                                               |
| 303  | The Twins or Blood-Brothers                                             | Les Jumeaux, ou Les Frères de sang                                | Les Deux Frères (Grimm)                                                                             |
| 304  | The Hunter ( → The Dangerous Night-Watch)                               | Le Chasseur                                                       | |
| 305  | The Dragon's Heart-Blood as Remedy                                      | Le Sang du cœur du Dragon comme remède                            | |
| 306  | The Dance-out Shoes                                                     | Les Souliers usés à la danse                                      | Les Souliers usés à la danse (Grimm)                                                                |
| 307  | The Princess in the Shroud ( → The Princess in the Coffin)              | La Princesse dans le suaire ( → La Princesse dans le cercueil)    | (partiellement) Viï (Nicolas Gogol)                                                                 |
| 310  | The Maiden in the Tower                                                 | La Jeune Fille dans la tour                                       | version allemande (Rapunzel)                                                                        |
| 311  | Rescue by the Sister                                                    |                                                                   | |
| 312  | The Giant-killer and his Dog – Bluebeard ( → Maiden-Killer (Bluebeard)) | Barbe-bleue                                                       | La Barbe bleue                                                                                      |
| 312A | The Brother Rescues His Sister from the Tiger ( → The Rescued Girl)     |                                                                   | |
| 313  | The Magic Flight                                                        | La Fuite magique : La Fille aide le héros dans sa fuite           | Le Tsar de l'Onde et Vassilissa la très-sage (conte slave oriental)                                 |
| 314  | The Youth Transformed to a Horse ( → Goldener)                          | La Fuite magique : Le Jeune Homme changé en cheval                | |
| 315  | The Faithless Sister                                                    | La Sœur infidèle                                                  | Le Lait de bête sauvage (conte slave oriental)                                                      |
| 315A | The Cannibal Sister                                                     | La Sœur cannibale                                                 | |
| 316  | The Nix of the Mill-Pond                                                | L'Ondine de l'étang du moulin                                     | Fortunio (Straparola), L'Ondine de l'étang (Grimm)                                                  |
| 317  | The Stretching Tree ( → The Tree that Grows up to the Sky)              |                                                                   | |
| 318  | The Faithless Wife                                                      | La Femme infidèle                                                 | Conte des deux frères (Égypte ancienne)                                                             |
| 321  | Eyes recovered from Witch                                               |                                                                   | |
| 325  | The Magician and His Pupil                                              | Le Magicien et son élève                                          | |
| 326  | The Youth Who Wanted to Know What Fear is                               | Le Garçon qui voulait savoir ce qu'est la peur                    | version allemande de Grimm                                                                          |
| 327  | The Children and the Ogre                                               | Les Enfants et l'Ogre                                             | |
| 327A | Hansel and Gretel                                                       | Hansel et Gretel                                                  | version allemande de Grimm                                                                          |
| 327B | The Dwarf and the Giant ( → The Brothers and the Ogre)                  | Le Nain et le Géant ( → Les Frères et l'Ogre)                     | Le Petit Poucet                                                                                     |
| 327C | The Devil (Witch) Carries the Hero Home in a Sack                       | L'Enfant dans le sac                                              | |
| 328  | The Boy Steals the Ogre's Treasure                                      | L'Enfant vole les trésors du géant                                | |
| 328A | Jack and the Beanstalk                                                  | Jack et le Haricot magique                                        | Jack et le Haricot magique                                                                          |
| 329  | Hiding from the Devil ( → Hiding from the Princess)                     | Caché de la vue du Diable                                         | Le Lapin, ou Le Ouistiti (Grimm), Hélène la Magicienne (conte populaire russe)                      |
| 330  | The Smith Outwits the Devil ( → The Smith and the Devil)                | Le Forgeron plus fin que le Diable (Bonhomme Misère)              | version espagnole La tía Lucrecia y la Muerte (Cortés), El peral de la tía Miseria (Espinosa, hijo) |
| 330A | The Smith and the Devil (or the Death)                                  | Le Forgeron et le Diable (ou la Mort)                             | |
| 330B | The Devil in the bag                                                    | Le Diable dans le sac                                             | |
| 330C | The cards who win                                                       | Les cartes qui gagnent                                            | |
| 331  | The Spirit in the Bottle                                                | L'Esprit dans la bouteille                                        | Aladin ou la Lampe merveilleuse (conte arabo-perse)                                                 |
| 332  | Godfather Death                                                         | La Mort parrain                                                   | |
| 333  | The Glutton – Red Riding Hood ( → Little Red Riding Hood)               | Le Glouton – Le Petit Chaperon rouge ( → Le Petit Chaperon rouge) | Le Petit Chaperon rouge (Perrault, Grimm)                                                           |
| 334  | Household of the Witch                                                  |                                                                   | |
| 360  | Bargain of the Three Brothers with the Devil                            |                                                                   | |
| 361  | Bear-Skin                                                               |                                                                   | |
| 363  | The Vampire ( → The Corpse-Eater)                                       | Le Vampire                                                        | |
| 365  | The Dead Bridegroom Carries off His Bride – Lenore                      | Le Fiancé décédé emmène sa fiancée                                | Lénore (ballade allemande)                                                                          |
| 366  | The Man from the Gallows                                                | Rends-moi ma jambe                                                | |

#### Époux ou autres parents surnaturels ou enchantés: 400-459

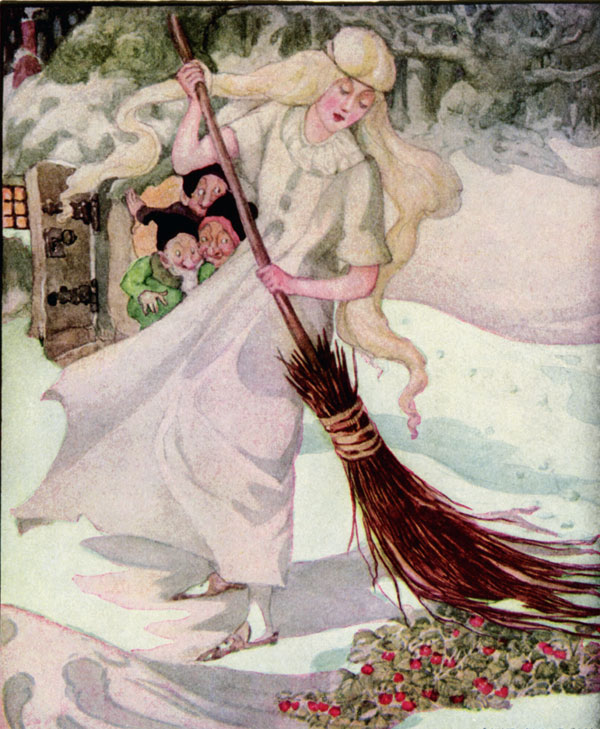
Les Trois Petits Hommes de la forêt (AT 403(B)). Illustr. Anne Anderson.
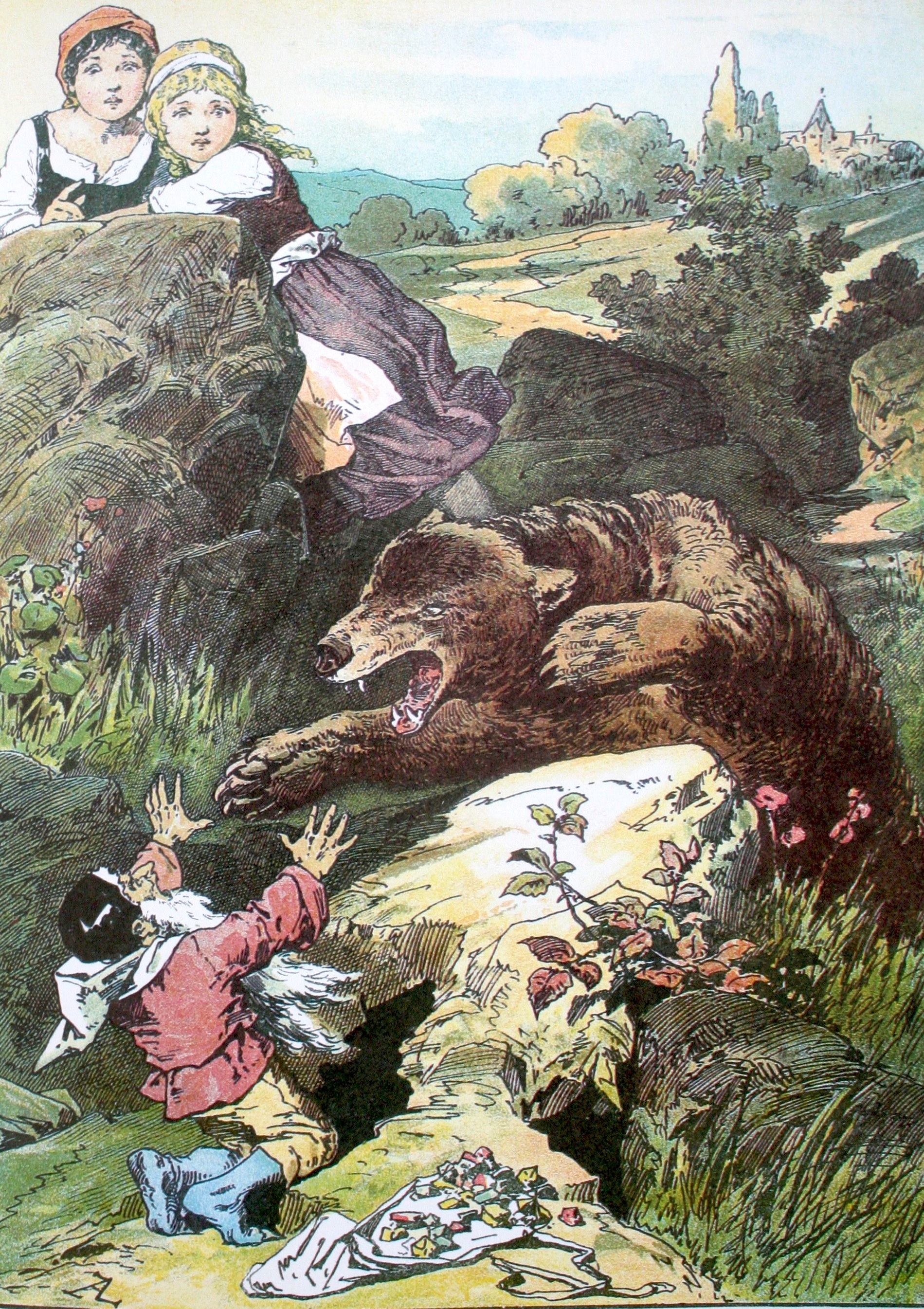
Blanche-Neige et Rose-Rouge (AT 426). Illustr. Alexander Zick.
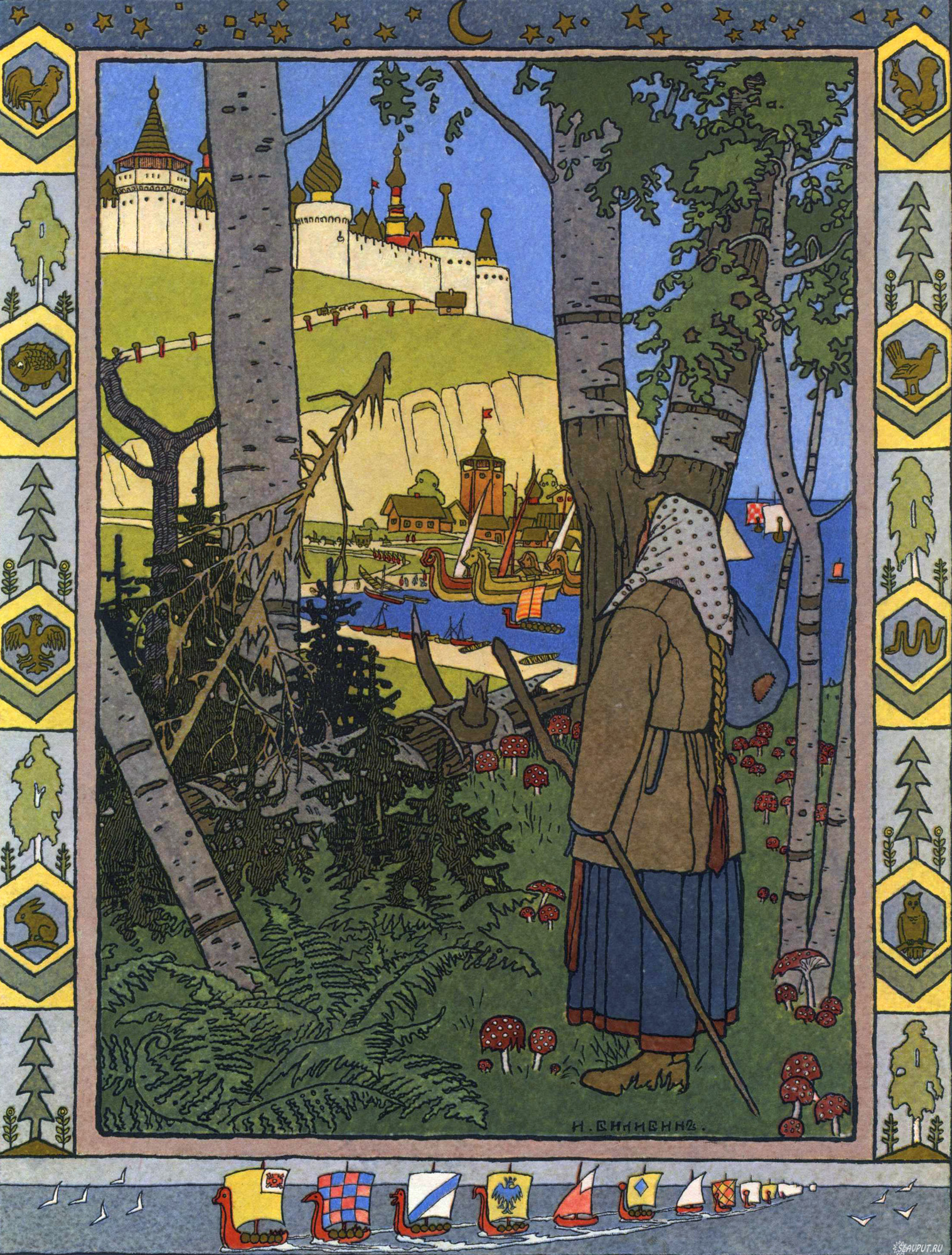
La Plume de Finist-Clair-Faucon (AT 432). Illustr. Bilibine.
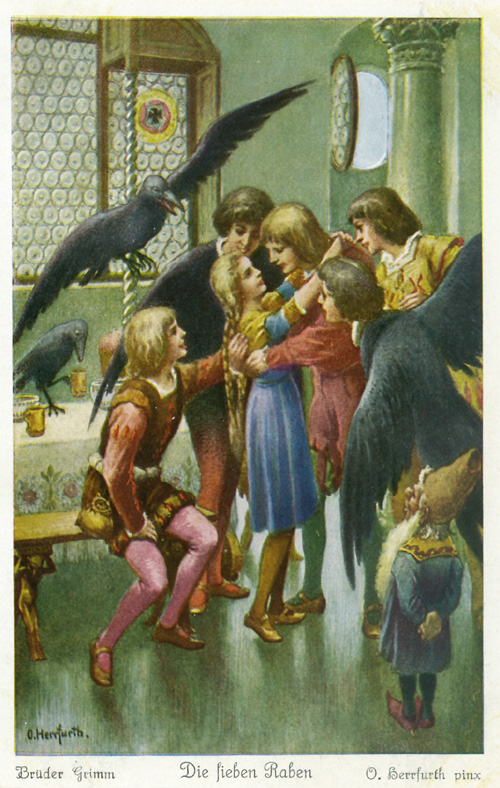
Les Sept Corbeaux (AT 451). Carte postale d'Oskar Herrfurth.

##### Épouse: 400-424
| AT   | Intitulé en anglais (AT) ( → ATU)                                                        | Intitulé en français (AT) ( → ATU)                                   | Exemples                                                   |
| ---- | ---------------------------------------------------------------------------------------- | -------------------------------------------------------------------- | ---------------------------------------------------------- |
| 400  | The Man on a Quest for His Lost Wife                                                     | L'Homme à la recherche de son épouse disparue                        |                                                            |
| 401  | The Princess Transformed into Deer ( → regroupé sous 400)                                | La Princesse transformée en daine                                    |                                                            |
| 402  | The Mouse (Cat, Frog, etc.) as Bride ( → The Animal Bride)                               | La Souris (Chatte, Grenouille, etc.) comme fiancée                   | La Princesse-Grenouille (russe) ; Les Trois Plumes (Grimm) |
| 403  | The Black and the White Bride                                                            | La Fiancée blanche et la Fiancée noire                               |                                                            |
| 403A | The Wishes ( → regroupé sous 403)                                                        | Les Souhaits                                                         | La Géante dans la barque de pierre (islandais)             |
| 403B | As introduction : three dwarfs, strawberries under the snow, etc. ( → regroupé sous 403) | (Épisode introductif) : trois nains, les fraises sous la neige, etc. | Les Trois Petits Hommes de la forêt (Grimm)                |
| 404  | (précédemmt. 533* et part.533) → The Blinded Bride                                       |                                                                      |                                                            |
| 405  | Jorinde and Joringel                                                                     | Jorinde et Joringel (Grimm)                                          |                                                            |
| 407  | The Girl as Flower                                                                       | La jeune fille-fleur                                                 |                                                            |
| 408  | The Three Oranges                                                                        | Les Trois Oranges                                                    | Les Trois Cédrats (Basile)                                 |
| 410  | Sleeping Beauty                                                                          | La Belle endormie, La Belle au bois dormant                          | Soleil, Lune et Thalie (Basile)                            |

##### Époux: 425-449
| AT   | Intitulé en anglais (AT) ( → ATU)                                      | Intitulé en français (AT) ( → ATU)    | Exemples                                                                                 |
| ---- | ---------------------------------------------------------------------- | ------------------------------------- | ---------------------------------------------------------------------------------------- |
| 425  | The Search for the Lost Husband                                        | La Recherche de l'époux disparu       | versions italiennes (Pentamerone)                                                        |
| 425A | The Animal as Bridegroom                                               | Le Fiancé animal                      | L'Ours brun de Norvège (Irlande)                                                         |
| 425B | The Disenchanted Husband: The Witch's Tasks ( → Son of the Witch)      | Le Fils de la sorcière                | Cupidon et Psyché (Apulée)                                                               |
| 425C | The Girl as the Bear's Wife                                            | La Belle et la Bête                   |                                                                                          |
| 426  | The Two Girls, the Bear and the Dwarf                                  | Les Deux Fillettes, l'Ours et le Nain | Blanche-Neige et Rose-Rouge (Grimm)                                                      |
| 431  | The House in the Wood ( → The House in the Forest)                     | La Maison dans la forêt               |                                                                                          |
| 432  | The Prince as Bird                                                     | Le Prince en oiseau                   | Le Lai d'Yonec, L'Oiseau bleu, La Plume de Finist-Clair-Faucon (conte russe)             |
| 433  | The Prince as Serpent                                                  | Le Prince en serpent                  |                                                                                          |
| 433B | A Childless Queen Bears a Boy who Stands as Serpent Form Far from Home |                                       | version italienne de Straparola (Le Roi Porc) et adaptation française de Madame d'Aulnoy |
| 440  | The Frog King or Iron Henry                                            | Le Roi Grenouille ou Henri de Fer     | version allemande de Grimm                                                               |
| 441  | Hans My Hedgedog                                                       | Hans-mon-hérisson                     |                                                                                          |
| 449  | The Tsar's Dog – Sidi Numan ( → Sidi Numan)                            | Le Chien du tsar ( → Sidi Noumane)    |                                                                                          |

##### Frère ou sœur: 450-459
| AT  | Intitulé en anglais (AT) ( → ATU) | Intitulé en français (AT) ( → ATU)                                     | Exemples                                                    |
| --- | --------------------------------- | ---------------------------------------------------------------------- | ----------------------------------------------------------- |
| 450 | Little Brother and Little Sister  | Petit Frère et Petite Sœur, ou La Fontaine dont l'eau change en animal | Alionouchka et Ivanouchka (version russe)                   |
| 451 | The Maiden Who Seeks Her Brothers | La Petite Fille qui cherche ses frères                                 | Grimm : Les Six Cygnes, Les Douze Frères, Les Sept Corbeaux |

#### Tâches surnaturelles: 460-499
| AT   | Intitulé en anglais (AT) ( → ATU)                                                                  | Intitulé en français (AT) ( → ATU)          | Exemples                                                                                       |
| ---- | -------------------------------------------------------------------------------------------------- | ------------------------------------------- | ---------------------------------------------------------------------------------------------- |
| 460A | The Journey to God to Receive Reward ( → The Journey to God (Fortune))                             |                                             |                                                                                                |
| 460B | The Journey in Search of Fortune                                                                   | Le Voyage pour chercher fortune             |                                                                                                |
| 461  | Three Hairs from the Devil's Beard                                                                 | Les Trois Poils du Diable                   | Les Trois Cheveux d'or du Diable (Grimm)                                                       |
| 465  | The Man Persecuted Because of His Beautiful Wife                                                   | L'Homme persécuté à cause de sa jolie femme | Va je ne sais où, rapporte je ne sais quoi (russe)                                             |
| 470  | Friends in Life and Death                                                                          | Amis dans la vie et dans la mort            |                                                                                                |
| 470A | The Offended Skull (Statue)                                                                        | La Tête de mort (ou Statue) offensée        | Dom Juan ou le Festin de Pierre (comédie de Molière)                                           |
| 470B | The Land Where No One Dies                                                                         | Le Pays où l'on ne meurt pas                |                                                                                                |
| 471  | The Bridge to the Other World                                                                      | Le Pont vers l'autre monde                  |                                                                                                |
| 471A | The Monk and the Bird                                                                              | Le Moine et l'Oiseau                        |                                                                                                |
| 475  | The Man as Heater of Hell's Kettle                                                                 | L'Homme chauffeur de la marmite du Diable   |                                                                                                |
| 480  | The Spinning-Women by the Spring. The Kind and the Unkind Girls. (→ The Kind and the Unkind Girls) | Les Fileuses près de la fontaine            | Perrault : Les Fées. Grimm : Dame Holle, Les Trois Petits Hommes de la forêt. Russe : Morozko. |

#### Aides surnaturelles: 500-559

L'Homme sauvage (AT 502), motif héraldique (Lappeenranta, Finlande)
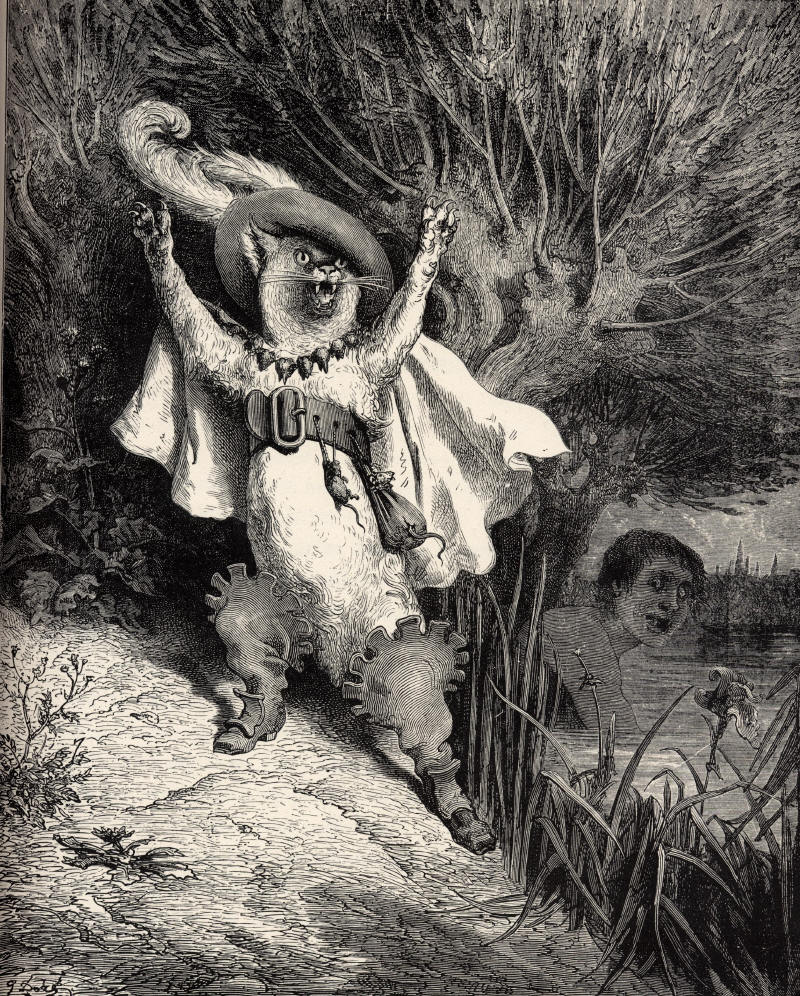
Le Maître chat ou le Chat botté (AT 545). Illustr. Gustave Doré.
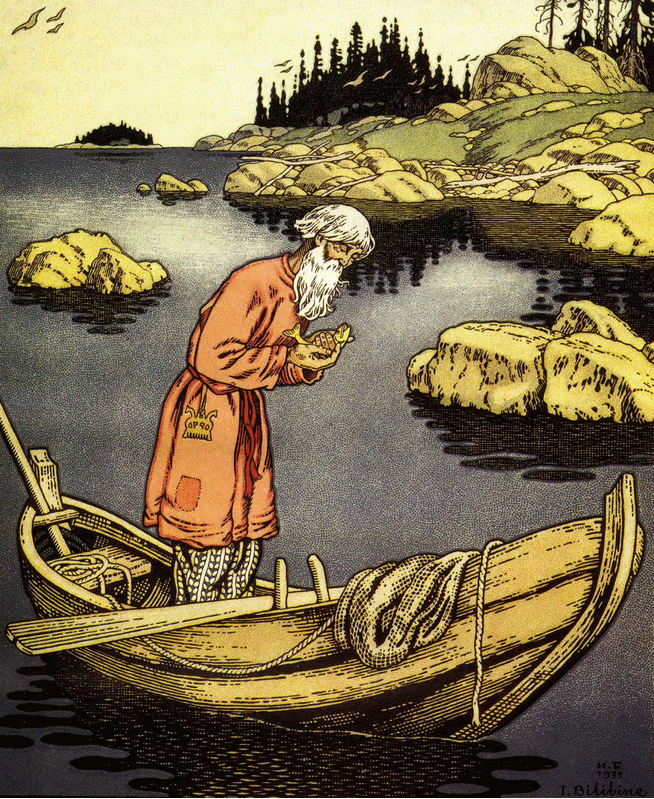
Le Conte du pêcheur et du petit poisson (Pouchkine, AT 555). Illustr. Ivan Bilibine.

| AT   | Intitulé en anglais (AT) ( → ATU)                                                   | Intitulé en français (AT) ( → ATU)                                            | Exemples |
| ---- | ----------------------------------------------------------------------------------- | ----------------------------------------------------------------------------- | --- |
| 500  | The Name of the Helper ( → The Name of the Supernatural Helper)                     | Le Nom de l'aide (Rumpelstilzchen)                                            | Rumpelstilzchen (Grimm), Mirlikovir (Haute-Bretagne)                                                                                 |
| 501  | The Three Old Women Helpers                                                         | Les Trois Vieilles Femmes secourables                                         | |
| 502  | The Wild Man                                                                        | L'Homme sauvage                                                               | version italienne (Straparola) ; Front-de-cuivre (personnage de conte russe)                                                         |
| 503  | The Gifts of the Little People                                                      | Les Présents du petit peuple                                                  | Les Présents du peuple menu (Grimm)                                                                                                  |
| 505  | The Grateful Dead                                                                   | Le Mort reconnaissant                                                         | |
| 506A | The Princess Rescued from Slavery ( → regroupé sous 505)                            | La Princesse sauvée de l'esclavage                                            | |
| 507  | The Monster's Bride                                                                 | La Fiancée du monstre                                                         | |
| 510A | Cinderella                                                                          | Cendrillon                                                                    | |
| 510B | The Dress of Gold, of Silver, and of Stars ( → Peau d'Asne)                         | La Robe d'or, d'argent et d'étoiles ( → Peau d'Âne)                           | L'Ourse (Basile) ; Peau d'Âne ; Toutes-Fourrures (Grimm)                                                                             |
| 511  | One-Eye, Two-Eyes, Three-Eyes                                                       | Un-Œil, Double-Œil et Triple-Œil                                              | |
| 511A | The Little Red Ox ( → regroupé sous 511)                                            | Le Petit Bœuf rouge                                                           | |
| 513  | The Helpers                                                                         | Les Compagnons extraordinaires                                                | |
| 513A | Six Go through the Whole World                                                      | Six compagnons vont par le monde entier                                       | Les Six Serviteurs |
| 513B | The Land and Water Ship                                                             | Le Bateau qui va sur terre comme sur l'eau                                    | |
| 516  | Faithful John                                                                       | Le Fidèle Jean                                                                | Le Fidèle Jean |
| 518  | Men Fight over Magic Objects                                                        | La dispute à propos d'objets magiques                                         | |
| 530  | The Princess on the Glass Mountain                                                  | La Princesse sur la montagne de verre                                         | Sivko-Bourko |
| 531  | Ferdinand the True and Ferdinand the False (The Clever Horse) ( → The Clever Horse) | Ferdinand le fidèle et Ferdinand l'infidèle                                   | |
| 533  | The Speaking Horsehead                                                              | La Tête de cheval qui parle                                                   | La Petite Gardeuse d'oies (Grimm) |
| 545  | The Cat as Helper (545B: Puss in Boots)                                             | Le Chat serviable                                                             | Versions italiennes : La Chatte de Constantin le fortuné (Straparola), Gagliuso (Basile). Le Maître chat ou le Chat botté (Perrault) |
| 550  | The Search for the Golden Bird ( → Bird, Horse and Princess)                        | La Quête de l'oiseau d'or                                                     | L'Oiseau d'or (Grimm) |
| 551  | The Sons on a Quest for a Wonderful Remedy for their Father ( → Water of Life)      | Les Fils en quête d'un remède merveilleux pour leur père ( → L'eau de la vie) | L'Eau de la vie (Grimm) |
| 552  | The Girls Who Married Animals                                                       | Les Filles mariées à des animaux                                              | Maria Morevna (Afanassiev) |
| 554  | The Grateful Animals                                                                | Les Animaux reconnaissants                                                    | |
| 555  | The Fisher and His Wife                                                             | Le Pêcheur et sa femme                                                        | Le Pêcheur et sa femme (Grimm) ; Le Conte du pêcheur et du petit poisson (Pouchkine)                                                 |
| 559  | Dungbeetle                                                                          | Le Bousier                                                                    | |

#### Objets magiques: 560-649
| AT   | Intitulé en anglais (AT) ( → ATU)                                                          | Intitulé en français (AT) ( → ATU)                                      | Exemples                          |  |
| ---- | ------------------------------------------------------------------------------------------ | ----------------------------------------------------------------------- | --------------------------------- |  |
| 560  | The Magic Ring                                                                             | L'Anneau magique                                                        |                                   |  |
| 561  | Aladdin                                                                                    | Aladin ou la Lampe merveilleuse                                         |                                   |  |
| 562  | The Spirit in the Blue Light                                                               | L'Esprit dans la lumière bleue                                          |                                   |  |
| 563  | The Table, the Ass and the Stick ( → The Table, The Donkey and the Stick)                  | La Table, l'Âne et le Bâton                                             | Petite-table-sois-mise... (Grimm) |  |
| 564  | The Magic Providing Purse and "Out, Boy, out of the Sack !" ( → The Magic Providing Purse) | La Bourse magique et "Sors, garçon, sors du sac" ( → La Bourse magique) |                                   |  |
| 565  | The Magic Mill                                                                             | Le Moulin magique                                                       |                                   |  |
| 566  | The Three Magic Objects and the Wonderful Fruits – Fortunatus                              | Les Trois Objets magiques et les Fruits merveilleux – Fortunatus        |                                   |  |
| 567  | The Magic Bird-Heart                                                                       | Le Cœur de l'oiseau merveilleux                                         |                                   |  |
| 569  | The Knapsack, the Hat, and the Horn                                                        | La Giberne, le Chapeau et la Trompe                                     |                                   |  |
| 570  | The Rabbit-Herd                                                                            | Le Troupeau de lapins ou Le Sac de vérités                              |                                   |  |
| 571  | (Making the Princess Laugh) : All Stick Together                                           | Tous collés ensemble                                                    |                                   |  |
| 571A | Tale of the Basin ( → regroupé sous 571B)                                                  | Le Conte du bassin                                                      |                                   |  |
| 571B | The Himphamp ( → Lover Exposed)                                                            | Le Himphamp                                                             |                                   |  |
| 571C | The Biting Doll                                                                            | La Poupée qui mord                                                      |                                   |  |
| 575  | The Prince's Wings                                                                         | Les Ailes du roi                                                        |                                   |  |
| 577  | The King's Tasks                                                                           | Les Tâches du roi                                                       |                                   |  |
| 590  | The Prince and the Arm Bands                                                               | Le Prince et les Bracelets                                              |                                   |  |
| 592  | The Dance Among Thorns                                                                     | La Danse dans les épines                                                | Le Juif dans les épines (Grimm)   |  |
| 593  | Fiddevav                                                                                   | Fiddevav                                                                |                                   |  |
| 612  | The Three Snake-leaves                                                                     | Les Trois Feuilles de serpent                                           |                                   |  |
| 613  | The Two Travelers – Truth and Falsehood                                                    | Les Deux Voyageurs – Vérité et Fausseté                                 |                                   |  |
| 621  | The Louse-Skin ( → recodifié 857)                                                          | La Peau de pou                                                          |                                   |  |

#### Force et savoir surnaturels: 650-699
| AT   | Intitulé en anglais (AT) ( → ATU)                                  | Intitulé en français (AT) ( → ATU)            | Exemples                                                            |
| ---- | ------------------------------------------------------------------ | --------------------------------------------- | ------------------------------------------------------------------- |
| 650  | Strong John ( → 650A)                                              | Jean le Fort                                  |                                                                     |
| 652  | The Prince Whose Wishes Always Came True                           | Le Prince dont tous les souhaits se réalisent | L'œillet (Grimm)                                                    |
| 653  | The Four Skillful Brothers                                         | Les Quatre Frères ingénieux                   | Les Sept Siméon (version russe)                                     |
| 653A | The Rarest Thing in the World                                      | L'Objet le plus précieux                      |                                                                     |
| 654  | The Three Brothers ( → The Three Agile Brothers)                   | Les Trois Frères                              |                                                                     |
| 655  | The Wise Brothers                                                  |                                               |                                                                     |
| 660  | The Three Doctors                                                  | Les Trois Médecins                            |                                                                     |
| 670  | The Animal Languages ( → The Man Who Understands Animal Languages) | Le Langage des animaux                        |                                                                     |
| 671  | The Three Languages                                                | Les Trois Langages                            |                                                                     |
| 673  | The White Serpent's Flesh                                          | La Chair du serpent blanc                     | Le Serpent blanc (Grimm)                                            |
| 675  | The Lazy Boy                                                       | Le Garçon paresseux                           | Versions italiennes : Pierre le Fou (Straparola), Peruonto (Basile) |
| 676  | Open Sesame ( → regroupé sous 954)                                 | Sésame, ouvre-toi !                           | Ali Baba et les Quarante Voleurs                                    |

#### Autres contes surnaturels: 700-749

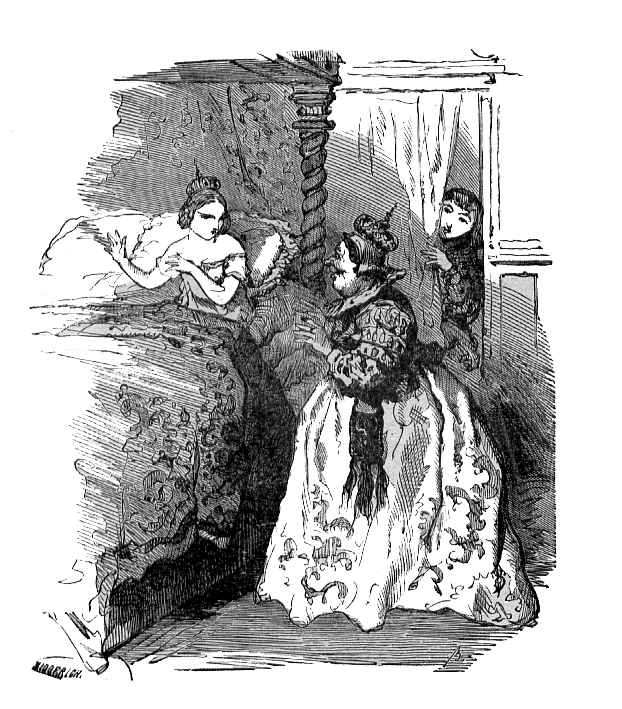
La Princesse sur un pois (AT 704). Illustr. Bertall.
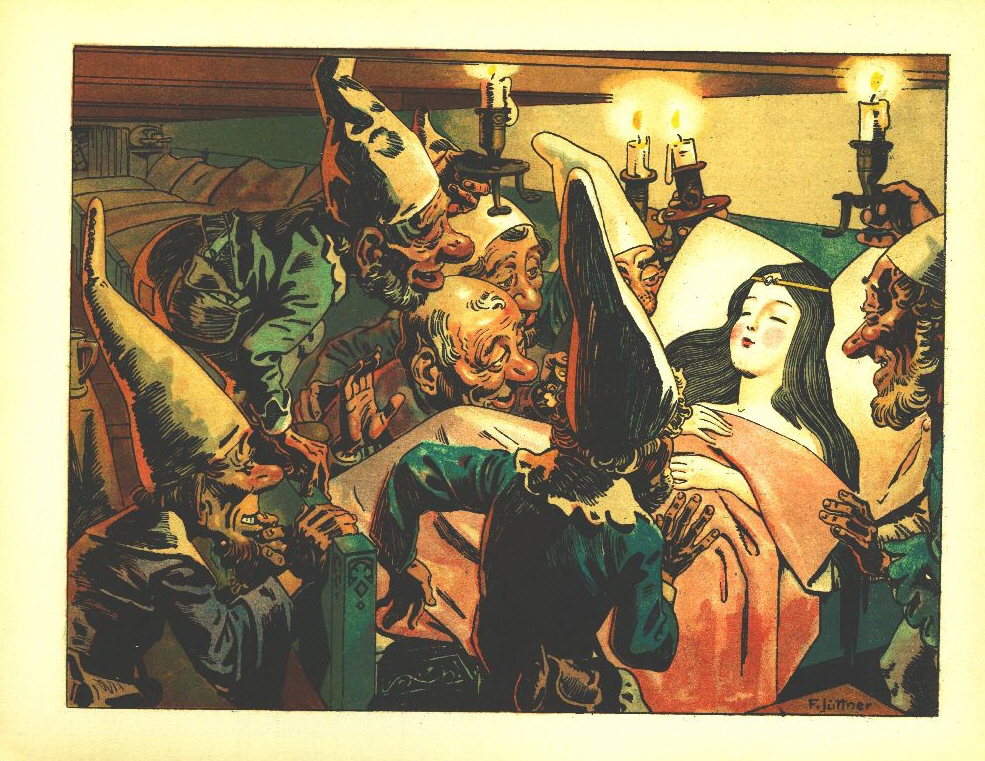
Blanche-Neige (AT 709). Illustr. Franz Jüttner (v.1910).

| AT   | Intitulé en anglais (AT) ( → ATU)                                                       | Intitulé en français (AT) ( → ATU)                        | Exemples |
| ---- | --------------------------------------------------------------------------------------- | --------------------------------------------------------- | --- |
| 700  | Tom Thumb                                                                               | Tom Pouce                                                 | |
| 704  | The Princess and the Pea ( → Princess on the Pea)                                       | La Princesse au petit pois                                | La Princesse au petit pois (Andersen) |
| 706  | The Maiden Without Hands                                                                | La Fille sans mains                                       | |
| 706C | Lecherous Father As Queen's Persecutor ( → The Father Who Wanted to Marry His Daughter) | Le Père qui voulait épouser sa fille                      | Thibaud et Doralice (Straparola) |
| 707  | The Three Golden Sons ( → The Three Golden Children)                                    | Les Trois Fils d'or (ou : L'Oiseau de vérité)             | Lancelot, roi de Provins ; La Princesse Belle-Étoile (Straparola ; Madame d'Aulnoy) ; Le Chêne Dorokhveï (conte eslave oriental) ; Le Conte du tsar Saltan (conte en vers par Pouchkine) |
| 708  | The Wonder-Child                                                                        | L'Enfant monstrueux                                       | |
| 709  | Snow-White                                                                              | Blanche-Neige                                             | Conte de la Princesse morte et des sept chevaliers (Pouchkine) |
| 710  | Our Lady's Child                                                                        | L'Enfant de Marie                                         | L'Enfant de Marie (Grimm) |
| 713  | The Mother Who Did Not Bear Me But Nourished Me                                         | La Mère qui ne m'a pas porté, mais m'a nourri             | |
| 715  | Demi-Coq                                                                                | Moitié de coq                                             | |
| 717  | The Meat Stolen for Poor Turns to Roses ( → regroupé sous 713)                          | La nourriture volée pour les pauvres est changée en roses | |
| 720  | My Mother Slew Me, My Father Ate Me                                                     | Ma mère m'a tué, mon père m'a mangé                       | Le Conte du genévrier (Grimm) |
| 725  | The Dream ( → Prophecy of Future Sovereignty)                                           | Le Rêve                                                   | |
| 736  | Luck and Wealth                                                                         |                                                           | |
| 736A | The Ring of Polycrates                                                                  | L'Anneau de Polycrate                                     | |

### Contes religieux

#### Dieu récompense et punit: 750-779
- AT 750A : « Les Souhaits » (The Wishes)
- AT 750B : Hospitalité récompensée (Hospitality Rewarded)
- AT 751 : « La Paysanne avide » (The Greedy Peasant Woman)
- AT 752A : « Le Christ et saint Pierre dans la grange » (Christ and Peter in the Barn)
- AT 752C : « Le Faucheur prodigieux » (The Prodigious Mower)
- AT 753 : « Le Christ et le Forgeron » (Christ and the Smith)
- AT 753* : Jésus change un voleur en âne (Jesus Turns a Thief Into an Ass)
- AT 753A : La résurrection  ratée
- AT 755 : Péché et Grâce (Sin and Grace...)
- AT 756A : « L'Ermite qui se croit juste » (The Self-righteous Hermit)
- AT 756B : « Le Contrat du Diable » (The Devil's Contract)
- AT 756C : « Le Reçu rapporté de l'Enfer » (Receipt from Hell)
- AT 759 : « Les Voies de la Justice divine – L'Ange et l'Ermite » (God's Justice Vindicated – The Angel and the Hermit)
- AT 759B : « Le saint homme a sa propre messe » (Holy Man Has His Own Mass)
- AT 767 : Nourriture pour le crucifix (Food for the Crucifix)
- AT 768 : Saint Christophe et l'Enfant Jésus (St Christopher and the Christ Child)
- AT 769 : Le Retour amical aux parents de l'enfant mort (Dead Child's Friendly Return to Parents)
- AT 770 : La Nonne qui a vu le monde (The Nun Who Saw the World)
- AT 774 : « Facéties sur le Christ et saint Pierre » (Jests About Christ and Peter)
- AT 774B : « Saint Pierre ne peut vendre son âne » (Peter Cannot Sell His Ass)
- AT 774C : « La Légende du fer à cheval » (The Legend of the Horseshoe)
- AT 774D : Saint Pierre agit comme Dieu pour un jour : se fatigue du marché conclu (Peter Acts as God for a Day : Tires of Bargain)
- AT 774E : « Saint Pierre autorisé à aller aux vendanges » (Peter Gets Permission to Go to Grape-gathering)
- AT 774K : « Saint Pierre piqué par les abeilles » (Peter Stung by Bees)
- AT 774N : « La Gloutonnerie de saint Pierre » (St Peter's Gluttony)

#### La vérité vient au jour: 780-799
- ATU 780 : « L'Os qui chante » (The Singing Bone)
- ATU 781 : « La Princesse meurtrière de son enfant » (The Princess Who Murdered Her Child)
- ATU 782 : « Midas aux oreilles d'âne » (Midas and the Donkey's Ears)
- ATU 785 : « Qui a mangé le cœur de l'agneau ? » (Lamb's Heart)
- ATU 788 : « L'Homme consumé par le feu et né à nouveau » (The Man Who Was Burned Up and Lived Again)
- ATU 791 : « Le Sauveur et Pierre logés pour la nuit » (Christ and St. Peter in Night-Lodgings)
- ATU 798 : « La Femme créée d'une queue de singe » (Woman Created from a Monkey's Tail)

#### L'homme dans le Ciel: 800-809
- AT 800 : « Le Tailleur dans le Ciel » (The Tailor in Heaven)
- AT 804 : La mère de saint Pierre tombe du Ciel (Peter's Mother Falls from Heaven)
- AT 805 : « Joseph et Marie menacent de quitter le Ciel » (Joseph and Mary Threatens to Leave Heaven...)

#### L'homme promis au Diable: 810-826
- AT 811A* : L'Enfant promis – ou destiné – au Diable se sauve par sa bonne conduite (The Boy Promised – or Destined – to Go to the Devil Saves Himself by His Good Conduct)
- AT 811B* : L'Enfant par son exceptionnelle pénitence sauve sa mère de l'Enfer (Boy by His Exceptionnal Penitence Saves His Mother from Hell)
- AT 812 : L'Énigme du Diable (The Devil's Riddle)
- AT 821B : Des poulets éclos d'œufs à la coque (Chickens from Boiled Eggs)
- AT 822 : « Le Garçon paresseux et la Fille travailleuse » (The Lazy Boy and the Industrious Girl)
- AT 825 : Le Diable dans l'arche de Noé (The Devil in Noah's Ark)

#### Autres contes religieux: 827-849
- AT 839 : Un vice en entraîne d'autres avec lui (One Vice Carries Other With It)
- AT 844 : « La Chemise qui porte bonheur » (The Luck-bringing Shirt)

### Contes-nouvelles

#### Le héros obtient la main de la princesse: 850-869
- AT 850 : Les Marques de naissance de la princesse (The Birthmarks of the Princess')
- AT 851 : La Princesse qui ne pouvait pas résoudre l'énigme (The Princess Who Could Not Solve the Riddle)
- AT 852 : Le héros oblige la princesse à dire : "C'est un mensonge !" (The Hero Forces the Princess To Say : "That Is a Lie !")
- AT 853 : Le héros attrape la princesse avec ses propres mots (The Hero Catches the Princess With Her Own Words)
- AT 854 : Le Bélier d'or (The Golden Ram)
- AT 854A : La Chèvre d'or (The Golden Goat)
- AT 859A : Le prétendant sans le sou : la pièce de champ (The Penniless Bridegroom Pretends to Wealth, Hans gets married)
- AT 859B : Le prétendant sans le sou : la pièce dans la main (The Penniless Bridegroom Pretends to Wealth, Hans gets married)

#### L'héroïne épouse le prince: 870-879
- AT 870 : La Princesse enfermée dans la grotte souterraine (The Princess Confined in the Mound )
- AT 870A : La Petite Gardeuse d'oies (The Little Goose-girl)
- AT 872* : Frère et Sœur (Brother and Sister)
- AT 875 : La Petite Paysanne rusée (The Clever Peasant Girl)
- AT 879 : La Fille au basilic (The Basil Maiden)

#### Preuves de fidélité et d'innocence: 880-899
- AT 882 : Le Pari sur la chasteté de l'épouse (The Wager on the Wife's Chastity)
- AT 883B : Le Séducteur puni (The Seducer Punished)
- AT 884 : La Fiancée oubliée (The Forgotten Fiancée)
- AT 884A : Une fille déguisée en homme est courtisée par la reine (A Girl Disguised as a Man is Wooed by the Queen) : version italienne
- AT 887 : Griselidis (Griselda)
- AT 888 : L'Épouse fidèle (The Faithful Wife)
- AT 890 : Une livre de chair (A Pound of Flesh) : cfr. Le Marchand de Venise (Shakespeare)

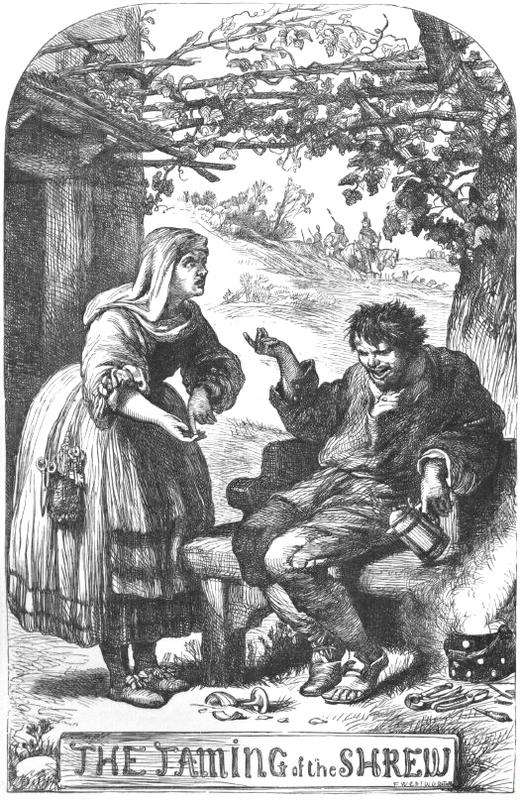
« La Mégère apprivoisée ». Conte-type AT 901.

- AT 890A : Le Serpent dans le giron (The Serpent in the Bosom)
- AT 892 : Les Enfants du roi (The Children of the King)
- AT 894 : Le Maître d'école cannibale (The Ghoulish Schoolmaster and the Stone of Pity)
- AT 898 : La Fille du soleil (The Daughter of the Sun)

#### La mégère est apprivoisée: 900-909
- AT 900 : Le Roi Barbe-de-grive (King Thrushbeard)
- AT 901 : La Mégère apprivoisée (Taming of the Shrew)

#### Les bons préceptes: 910-919
- AT 910A : Assagi par l'expérience (Wise Through Experience)
- AT 910B : Les Bons Conseils du serviteur (The Servant's Good Counsels)

#### Actions et paroles rusées: 920-929
- AT 922 : Le berger répond à la place du prêtre aux questions du roi – Le Roi et l'Abbé (The Shepherd Substituting for the Priest Answers the King's Questions – The King and the Abbot
- AT 923 : Aimé comme le sel (Love Like Salt) : La Gardeuse d'oies à la fontaine ; cf. Le Roi Lear (Shakespeare)
- AT 923A : Comme le vent dans le soleil chaud (Like Wind in the Hot Sun)
- AT 924 : Discussion en langue des signes (Discussion in Sign Language)
- AT 926 : Le Jugement de Salomon (Judgment of Solomon)

#### Contes du destin: 930-949
- AT 930 : La Prophétie qu'un garçon pauvre épousera une fille riche (The Prophecy That a Poor Boy Will Marry a Rich Girl) : version allemande (élément)
- AT 931 : Œdipe (Œdipus)
- AT 934B : La Mort lors du mariage (Death on the Wedding)
- AT 934E : La Pelote de fil magique (The Magic Ball of Thread)
- AT 938A : La Princesse malheureuse (The Unhappy Princess)

#### Voleurs et assassins: 950-969
- AT 952 : Le Roi et le Soldat (The King and the Soldier)
- ATU 954 : Les Quarante Voleurs (Ali Baba) (The Forty Thieves, Ali Baba) ; inclut l'entrée précédente AT 676
- AT 955 : Le Futur Marié criminel (The Robber Bridegroom)
- AT 960 : Le Soleil amène tout à la lumière (The Sun Brings All to Light)

#### Autres contes-nouvelles: 970-999
- AT 974 : Le retour du mari (The Homecoming Husband)
- AT 980B : Le Bol en bois (The Wooden Bowl)
- AT 987 : Le Faux Magicien révélé par la fille rusée (False Magician Exposed by Clever Girl)
- AT 990 : Ranimé d'une mort apparente par un pilleur de tombe (Revived from Apparent Death by a Grave-Robber)

### Contes de l'ogre ou du Diable dupé

#### Contrat de travail (Ne pas se mettre en colère): 1000-1029
- AT 1000 : Le premier fâché (Bargain Not to Become Angry)
- AT 1002 : Gaspillage des propriétés de l'ogre (Dissipation of the Ogre's Property)
- AT 1003 : Labourer (Plowing)
- AT 1004 : Cochons dans la boue ; Moutons dans les airs (Hogs in the Mud ; Sheep in the Air)
- AT 1005 : Construire un pont (Building a Bridge...)
- AT 1006 : Jeter des coups d'œil (Casting Eyes)
- AT 1012 : Laver l'enfant (Cleaning the Child)
- AT 1013/1121 : Baigner ou réchauffer la grand-mère/ La Femme de l'ogre brûlée dans son propre four (Bathing or Warming Grandmother/ Ogre's Wife Burned in his Own Oven)
- AT 1029 : La Femme en coucou dans l'arbre (The Woman as Cuckoo in the Tree)

#### Contrat entre l'homme et le Diable: 1030-1059
- AT 1030 : Le Partage de la récolte (The Crop Division)
- AT 1031 : Toit du grenier utilisé comme fléau (Granary Roof Used as Threshing Flail)
- AT 1049 : La Lourde Hache (The Heavy Axe)
- AT 1050 : Abattre des arbres (Felling Trees)
- AT 1051 : Faire ployer un arbre (Bending a Tree) : version allemande (élément)
- AT 1052 : Concours trompeur pour porter un arbre, chevauché (Deceptive Contest in Carrying a Tree/Riding) : version allemande (élément)

#### Pari entre l'homme et le Diable: 1060-1114
- AT 1060 : Presser la pierre, supposée (Squeezing the, Supposed, Stone) : version allemande (élément)
- AT 1062 : Jet de pierre (Throwing the Stone) : version allemande (élément)
- AT 1063 : Concours de lancer de bâton d'or (Throwing Contest with the Golden Club)
- AT 1084 : Concours de cris ou de sifflements (Contest in Shrieking or Whistling)
- AT 1085 : Faire un trou dans un arbre (Pushing a Hole into a Tree)
- AT 1087 : Concours de rame (Rowing Contest)
- AT 1088 : Concours de nourriture (Eating Contest)
- AT 1091 : Moisson au diable et concours d'animaux (Harvest for the Devil and Animal's Contest)
- AT 1093 : Joutes rhétoriques (Contest in Words)
- AT 1096 : Tailleur et ogre dans un concours de couture (The Tailor and the Ogre in a Sewing Contest)

#### L'homme tue ou blesse l'ogre: 1115-1144
- AT 1115 : Tentative de meurtre avec une hachette (Attempted Murder with Hatchet) : version allemande (élément)
- AT 1116 : Tentative de brûlure (Attempt at Burning)
- AT 1117 : Le Piège de l'ogre (The Ogre's Pitfall)
- AT 1121 : Brûler la sorcière dans son propre four (Burning the Witch in Her Own Oven) : version allemande (élément)
- AT 1122 : La Femme de l'ogre tuée au moyen d'autres ruses (Ogre's Wife Killed Through Other Tricks)
- AT 1131 : La Bouillie chaude dans la gorge de l'ogre (The Hot Porridge in the Ogre's Throat)
- AT 1133 : Rendre l'ogre fort, par castration (Making the Ogre Strong, by Castration)
- AT 1135 : Remède pour l'œil (Eye-remedy)
- AT 1137 : L'Ogre aveuglé – Polyphème (The Ogre Blinded – Polyphemus)
- AT (1143) : L'Ogre blessé d'une autre façon (Ogre Otherwise Injured)

#### L'ogre est effrayé ou intimidé: 1145-1154
- AT 1153 : Salaire : autant qu'il en peut porter (Wages : As Much As He Can Carry)

#### L'homme dupe le Diable: 1155-1169
- AT 1157 : Le fusil comme pipe (The Gun as Tobacco Pipe)
- AT 1158 : L'ogre veut regarder à travers le canon de l'arme dans la forge (The Ogre Wants to Look Through the Gun Barrel in the Smithy)
- AT 1160 : L'Ogre dans le château hanté (The Ogre in the Haunted Castle. Beard Caught Fast)

- AT 1161 : Le Dresseur d'ours et son ours (The Bear Trainer and His Bear)
- AT 1164 : La Méchante Femme jetée dans le puits – Belphégor (The Evil Woman Thrown into the Pit – Belfagor)
- AT 1165 : Le Troll et le baptême (The Troll and the Christening)

#### Les âmes sauvées du Diable: 1170-1199
- AT 1179 : L'ogre dans le bateau (The Ogre on the Ship)
- AT 1186 : De tout son cœur (With His Whole Heart)
- AT 1199 : La prière sans fin (The Prayer Without End)

### Contes facétieux et anecdotes

#### Histoires de fou: 1200-1349
- AT 1200 : Planter du sel (Sowing Salt)
- AT 1201 : Le Labour (The Plowing)
- AT 1202 : Moissonner le grain (The Grain Harvesting)
- AT 1203 : La faux décapite un homme (The Scythe Cuts a Man's Head off)
- AT 1225 : L'Homme sans tête dans la tanière de l'ours (The Man Without a Head in the Bear's Den)
- AT 1227 : Une femme doit attraper l'écureuil ; l'autre apporter la casserole (One Woman to Catch the Squirrel ; the Other to Get the Cooking Pot)
- AT 1231 : Sept (ou neuf) hommes attaquent un lièvre : Voir Les Sept Souabes
- AT 1240 : L'homme coupe la branche sur laquelle il est assis (Man Sitting on Branch of Tree Cuts It off)
- AT 1241 : L'arbre doit être tiré vers le sol (The Tree Is to Be Pulled Down)
- AT 1242 : Charger le bois (Loading the Wood)
- AT 1242A : Porter une partie du chargement (Carrying Part of the Load)
- AT 1243 : Le bois transporté en bas de la colline (The Wood is Carried down the Hill)
- AT 1245 : Le Rayon de soleil apporté dans un sac dans une maison sans fenêtres (Sunlight Carried in a Bag into the Windowless House)
- AT 1255 : Un trou pour y jeter la terre (A Hole to Throw the Earth in)
- AT 1260 : La bouillie dans le trou de glace (The Porridge in the Ice Hole)
- AT 1260** : Sauter dans la mer pour du poisson (Jumping into the Sea for Fish)
- AT 1260B* : L'imbécile gratte toutes les allumettes afin de les essayer (Numskull Strikes All the Matches in Order to Try Them)
- AT 1276 : Ramer sans avancer (Rowing Without Going Forward)
- AT 1278 : Marquer l'endroit sur le bateau (Marking the Place on the Boat)
- AT 1281 : Brûler la grange pour la débarrasser d'un animal inconnu (Getting Rid of the Unknown Animal)
- AT 1285 : Tirer sur la chemise (Pulling on the Shirt)
- AT 1287 : Les Imbéciles incapables de compter leur propre nombre (Numskull Unable to Count Their Own Number)
- AT 1288* : « Ce ne sont pas mes pieds » ("These Are Not My Feet")
- AT 1310 : Noyer l'écrevisse comme punition (Drowning the Crayfish as Punishment)
- AT 1313A : L'Homme prend au sérieux la prédiction de la mort (The Man Takes Seriously the Prediction of Death)
- AT 1319* : Autres méprises sur l'identité (Other Mistaken Identities)
- AT 1321 : Les Fous effrayés (Fools Frightened)
- AT 1326 : Déplacer l'église (Moving the Church)

#### Histoires de couples mariés: 1350-1439
- AT 1350 : L'épouse fidèle (The Loving Wife)
- AT 1351 : Le pari sur le silence (The Silence Wager)
- AT 1353 : La femme pire que le diable (The Old Woman as Troublemaker)
- AT 1360B : La femme et son amant s'enfuient de l'écurie (Flight of the Woman and her Lover from the Stable)
- AT 1360C : Le vieil Hildebrand (Old Hildebrand)
- AT 1362 : L'enfant de neige (The Snow-child) : voir le conte russe de Snégourotchka
- AT 1365 : La femme obstinée (The Obstinate Wife)
- AT 1365C : Le pouilleux (The Wife Insults the Husband as a Lousy-Head)

##### La femme folle et son mari: 1380-1404
- AT 1380 : La femme infidèle (The Faithless Wife)
- AT 1381 : Le trésor découvert et la femme bavarde (The Talkative Wife and the Discovered Treasure)
- AT 1383 : L'homme (la femme) qui ne se reconnaît plus (A Woman Does Not Know Herself)
- AT 1384 : Le mari cherche trois personnes aussi stupides que sa femme (fiancée) (The Husband Hunts for Three Persons as Stupid as his Wife)
- AT 1385* : Une femme perd l'argent de son mari (A Woman Loses Her Husband's Money)
- AT 1386 : Le chou nourri avec de la viande (Meat as Food for Cabbage)
- AT 1387 : La farine répandue pour éponger la bière (le vin) (A Woman Draws Beer in the Cellar)
- AT 1391 : Les bijoux indiscrets (Every Hole to Tell the Truth)

##### L'homme fou et sa femme: 1405-1429
- AT 1405 : La fileuse paresseuse (The Lazy Spinner)
- AT 1406 : Le pari des joyeuses commères (The Merry Wives' Wager)
- AT 1408 : L'homme qui fait le travail de sa femme (The Man Who Does His Wife's Work)
- AT 1415 : Jean-le-Chanceux - L'échange profitable (Lucky Hans - Trading Away One's Fortune)
- AT 1416 : La souris dans la cruche d'argent (The Mouse in the Silver Jug - The New Eve)

##### Le couple fou: 1430-1439
- AT 1430 : Châteaux en Espagne (Air Castles)
- AT 1431 : Les bâillements contagieux (The Contagious Yawns)

#### Histoires d'une femme (fille): 1440-1524
- AT 1440 : Le locataire promet sa fille à son propriétaire contre sa volonté (The Tenant Promises His Daughter to His Master against Her Will)

##### La recherche d'une épouse: 1450-1474
- AT 1450 : L'habile Elsie (Clever Elsie)
- AT 1451 : La jeune fille économe (A Suitor Chooses the Thrifty Girl)
- AT 1452 : Laquelle (lequel) des trois prendre ? (Choosing a Bride by How She Cuts Cheese)
- AT 1453 : La fiancée paresseuse (Key in Flax Reveals Laziness)
- AT 1453A : La rapide tisserande (The Fast Weaver)
- AT 1454* : La fiancée gourmande (The Greedy Fiancee)
- AT 1456 : La fiancée aveugle (The Blind Fiancée)
- AT 1457 : Les filles bègues (The Lisping Maiden)
- AT 1458 : La jeune fille qui mangeait peu (The Girl Who Ate So Little)
- AT 1459** : Garder les apparences (Keeping Up Appearances)
- AT 1461 : La jeune fille dont le nom est laid (The Girl With the Ugly Name)
- AT 1462 : Le prétendant indécis conseillé par l'arbre (The Unwilling Suitor Advised from the Tree)
- AT 1462* : Propre et rangé (Clean and Tidy)
- AT 1464C* : Bonne ménagère (Good Housekeeping)
- AT 1464D* : Rien à cuisiner (Nothing to Cook)
- AT 1468* : Épouser un étranger (Marrying a Stranger)

#### Histoires au sujet d'un homme (garçon): 1525-1724

##### Le garçon habile: 1525-1639
- AT 1525 : Le Fin Voleur (The Master Thief)
- AT 1535 : Le Paysan riche et le Paysan pauvre (The Rich Peasant and the Poor Peasant)
- AT 1635* : Les Ruses de Till l'Espiègle (Eulenspiegel's Tricks)

##### Accidents heureux: 1640-1674

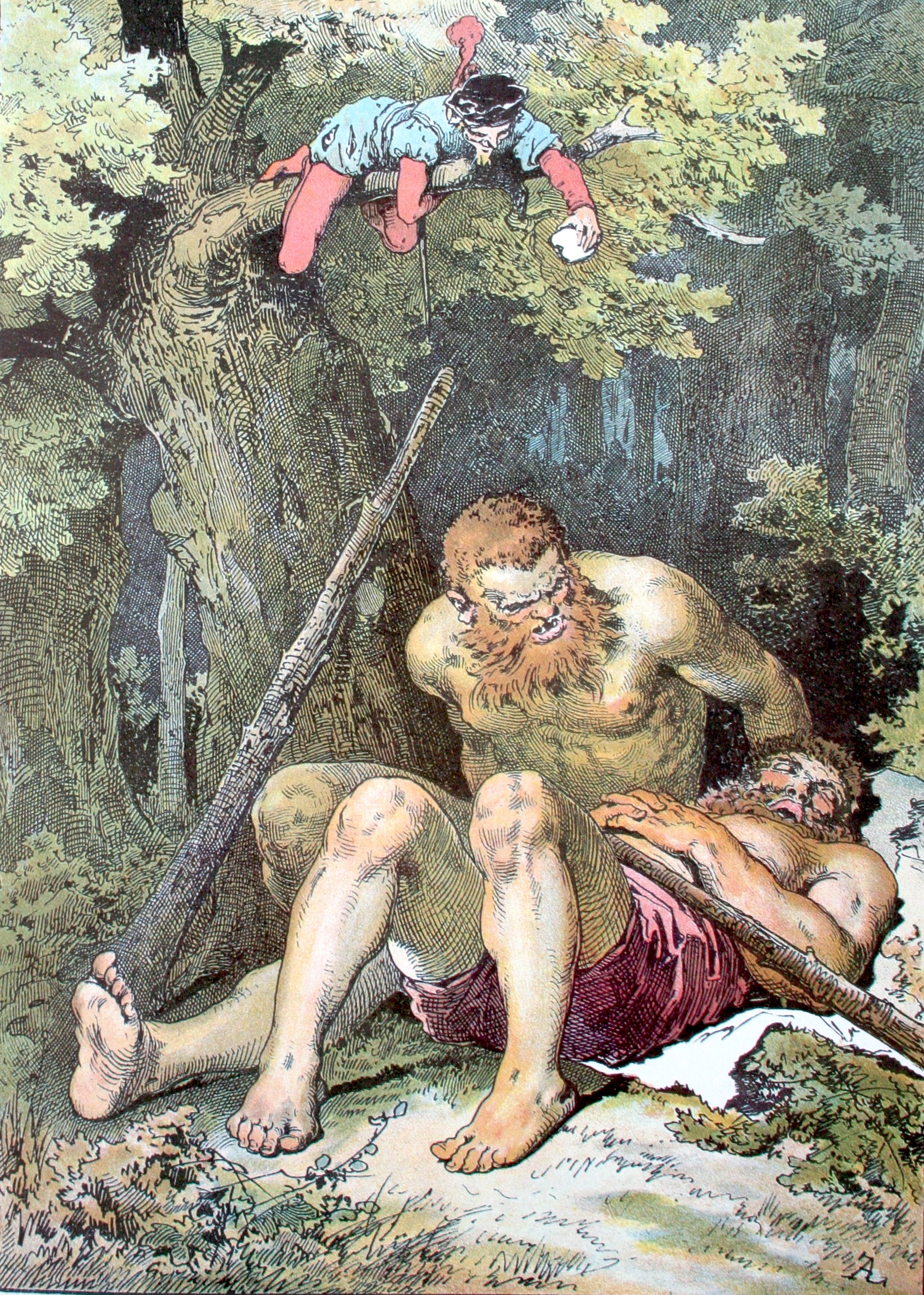
Le Vaillant Petit Tailleur, conte de type AT 1640. Illustration d'Alexander Zick.

- AT 1640 : Le Vaillant Tailleur (The Brave Tailor) : version allemande
- AT 1641 : Docteur je-sais-tout (Doctor Know-all)
- AT 1650 : Les trois frères chanceux
- AT 1651 : Le Chat de Whittington (Whittington's Cat)
- AT 1653AB : Les Voleurs sous l'arbre (The Robbers Under the Tree)
- AT 1655 : L'Échange avantageux (The Profitable Exchange)

##### L'homme stupide: 1675-1724
- AT 1675 : Le Bœuf – l'Âne – comme maire (The Ox – Ass – As Mayor)
- AT 1678 : Le Garçon qui n'avait jamais vu une femme (The Boy Who Had Never Seen a Woman)
- AT 1681* : L'homme idiot construit des châteaux d'air (Foolish Man Builds Aircastles)
- AT 1682 : Le garçon d'écurie apprend à son cheval à vivre sans manger (The Groom Teaches His Horse to Live Without Food)
- AT 1685 : Le Fiancé idiot (The Foolish Bridegroom)
- AT 1687 : Le Mot oublié (The Forgotten Word)
- AT 1688B* : Deux Entremetteurs (Two Match-makers)
- AT 1696 : « Qu'aurais-je dû dire / faire ? » (« What Should I Have Said / Done ? »)
- AT 1698G : Des mots mal compris conduisent à des résultats comiques (Misunderstood Words Lead to Comic Results)
- AT 1698K : L'Acheteur et le Vendeur sourd (The Buyer and the Deaf Seller)
- AT 1701 : Les Réponses de l'écho (Echo Answers)
- AT 1718* : Dieu ne comprend pas la plaisanterie (God Can't Take a Joke)

#### Plaisanteries sur le clergé et les religieux: 1725-1849

##### Le prêtre est trompé: 1725-1774
- AT 1725 : (The foolish parson in the trunk)
- AT 1730 : (The entrapped suitors)
- AT 1735 : (« Who gives his own goods shall receive it back tenfold »)
- AT 1736 : (The stingy parson)
- AT 1737 : (Trading Places with the Trickster in a Sack)
- AT 1738A* : (What does God do ?)
- AT 1739 : (The parson and the calf )
- AT 1741 : L'invité du prêtre et les poulets mangés
- AT 1745 : (Three words at the grave)

##### Le prêtre et le sacristain: 1775-1799
- AT 1775 : (The hungry parson)
- AT 1776 : (The sexton falls into the brewing-vat)
- AT 1791 : (The sexton carries the parson)
- AT 1792 : (The stingy parson and the slaughtered pig)

##### Autres plaisanteries sur le clergé: 1800-1849
- AT 1804 : (Imagined penance for imagined sin)
  - AT 1804* : (The eel filled with sand)
- AT 1810 : (Jokes about catechism)
  - AT 1810A* : (How many gods are there ?)
- AT 1811B : (The patience of Job)
- AT 1824 : Sermons cocasses ou facétieux (Parody sermon)
- AT 1825A : (The parson drunk)
- AT 1825C : (The sawed pulpit)
- AT 1827 : (You shall see me a little while longer)
- AT 1827A : (Cards (liquor bottle) fall from the sleeve of the preacher)
- AT 1830 : (In trial sermon the parson promises the laymen the kind of weather they want)
- AT 1832 : (The sermon about the rich man)
  - AT 1832* : (Boy answers the priest)
    - AT 1832*D : (How many sacraments are there ?)
- AT 1833 : (Application of the sermon)
  - AT 1833E : (God died for you)
  - AT 1833** : (Other anecdotes of sermons)
- AT 1834 : (The clergyman with the fine voice)
- AT 1835* : (Not to turn round)
- AT 1836A : (The drunken parson : « Do not live as I live, but as I preach »)
- AT 1838 : (The hog in church)
- AT 1840 : (At the blessing of the grave the parson's ox breaks loose)
- AT 1841 : (Grace before meat)
- AT 1843 : (Parson visits the dying)
- AT 1844A : (No time for sickness)
- AT 1845 : (The student as healer)

#### Menteries (vantardises): 1875-1999
- AT 1889B : (Hunter turns animal inside out)
- AT 1889G : (Man swallowed by fish)
- AT 1890 : (The lucky shot)
- AT 1890D : (Ramrod shot plus series of lucky accidents)
- AT 1894 : (The man shoots a ramrod full of ducks)
- AT 1895 : (A man wading in water catching many fish in his boots)
- AT 1896* : (Hunting the wolves with rod and line)
- AT 1920 : (Contest in lying)
- AT 1925 : Concours de souhaits (Wishing contests)
- AT 1931 : (The woman who asked for news from home)
- AT 1948 : (Too much talk)
- AT 1950 : (The three lazy ones)
- AT 1960A : (The great ox)
- AT 1960B : (The great fish)
- AT 1960C : (The great catch of fish)
- AT 1960D : (The Giant Vegetable)
- AT 1960E : (The great farmhouse)
- AT 1960G : (The great tree)
- AT 1960H : (The great ship)
- AT 1960K : (The great loaf of bread)
- AT 1960M : (The great insect)
- AT 1960Z : (Other stories of great objects and the like)
- AT 1961 : (The big wedding)
- AT 1965 : (Lying tales)

### Contes formulaires

#### Chaînes basées sur des nombres, objets, noms ou animaux: 2000-2020
- AT 2010I : (How the rich man paid his servant)
- AT 2014A : (The house is burned down)
- AT 2015 : (The goat that would not go home)
- AT 2019 : (Fair Katrinelje and Pif-Paf-Poltrie)

#### Chaînes où il est question de la mort: 2021-2024
- AT 2021 : (The cock and the hen)
- AT 2022 : (An Animal Mourns the Death of a Spouse)

#### Chaînes où il est question de manger: 2025-2028
- AT 2025 : (The Fleeing Pancake)
- AT 2027 : (The fat cat)

#### Chaînes où il est question d'autres événements: 2029-2075
- AT 2030 : (The Old Woman and Her Pig)
- AT 2033 : (The Sky Is Falling)
- AT 2035 : (This Is the House That Jack Built)
- AT 2031C : (The Mouse Who Was to Marry the Sun)
- AT 2044 : (Pulling up the turnip)
- AT 2075 : (Tales in which animals talk)

### Contes-attrapes: 2200-2299
- AT 2250 : Contes inachevés (Unfinished Tales) : version allemande

### Autres contes formulaires: 2300-2399
- AT 2320 : (Rounds)
- AT 2300 : (Endless tales)
- AT 2301 : (Corn carried away one grain at a time)